# 港鐵票價調整

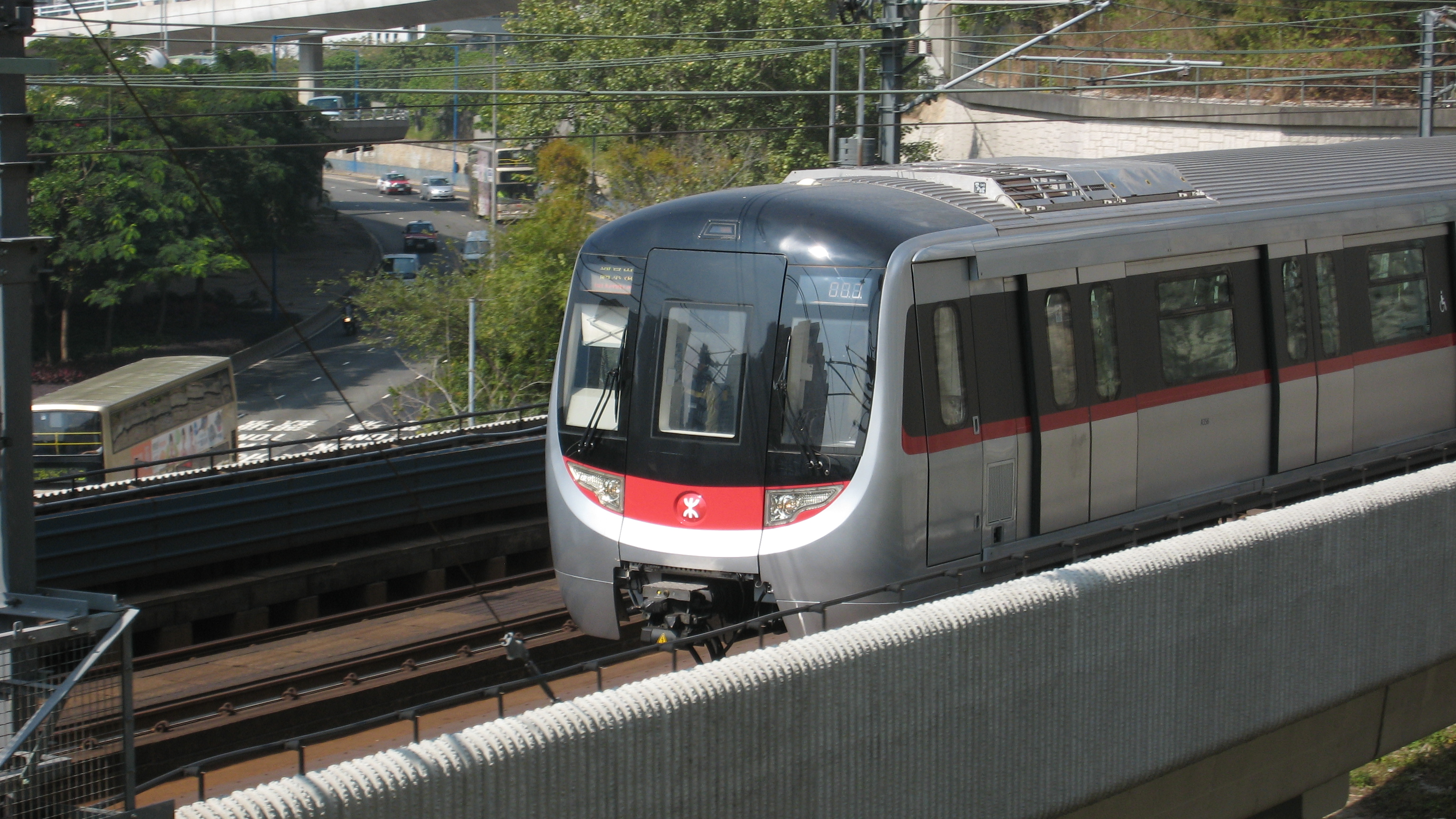
一輛港鐵電動列車

港鐵票價調整是指港鐵自2007年兩鐵合併后，於2010年6月起多次基於“可加可減機制”對車票價格進行調整的事件，但每次調整都引來各種爭議。

## 2010年6月
2010年6月港鐵加價是指港鐵於2010年6月13日加價的事件，這是港鐵自兩鐵合併後首次按「可加可減機制」對價格進行調整，加幅為百分之2.05。是次加價使部份車程組合出現了使用八達通的票價比使用現金的票價更高昂的問題，而被指違背鼓勵使用電子貨幣的原則。

### 調整方法
本次加價，港鐵採用了以下數個原則：
- 單程票加至最接近的5角（港幣，下同）
- 八達通加至最接近的1角
- 過境車程安排：港鐵計劃於九龍塘站「劃線」，在九龍塘或九龍塘以南的車站入閘享用過境車程 (即是到落馬洲站或羅湖站出閘)，將獲豁免加價；在九龍塘站以北的東鐵沿線入閘則將會加價。

港鐵共有約40,000個車程組合，根據以上的原則，當中約一成毋須加價，大約73%的組合將會加價1角至2角，約12%的組合將加價3角，餘下約5%的組合將會加價4至7毫，而機場快線收費則不受以上任何原則所影響，票價維持不變。此外，根據以上第三條的原則，如果從上水站及粉嶺站前往羅湖站，成人八達通車票加價幅度，將會達到每程7毫，加幅遠高於其他車程。
此外，是次加價同時修正了早前九龍南綫通車時所出現的短貴長平問題，即每次對紅磡往南昌及美孚加價，尖東/尖沙咀往南昌及美孚就不加價，直至紅磡收費不低於尖東收費為止。

### 最受質疑的地方
是次加價最受質疑的地方是約100個車程組合出現用八達通付款比買單程票更貴的問題，有部份立法會議員指出這樣的做法違反鼓勵市民使用電子貨幣的原意，也有立法會議員指出要乘客自行格價，逼他們轉買單程票。另外，港鐵在2009年錄得96億元利潤的情況下仍要加價，及一直收取乘客每程一角的加裝月台幕門費用但工程卻一拖再拖，也成為了加價被各界人士抨擊的原因。

### 優惠
為減低市民的不滿，港鐵於5月19日宣佈是次加價時，同時宣佈推出6項優惠，以下為各優惠的簡介：

#### 新推優惠
- 「搭百賞五」夏日賞現金劵：凡於2010年6月14日至8月8日期間的星期一至五乘坐港鐵滿$100（特惠車票則為$50），即可於該星期日之前往港鐵客務中心換領一張港鐵站商店$5現金劵一張。
- 長者$2乘車優惠：原定於2010年8月31日屆滿的長者$2乘車優惠，延長一年至2011年8月31日，並於同年9月1日起，擴展至周六。
- 新大嶼山巴士轉乘優惠：由2010年7月9日至2011年1月8日期間，東涌居民持成人八達通，在一小時內從港鐵轉乘新大嶼山巴士37/37P 綫(逸東邨—映灣園)、38/38P 及N38 綫(逸東邨—東涌巴士總站)，或從該等巴士路綫轉乘港鐵，轉乘優惠提高至$1.5。
- 港灣豪庭港鐵特惠站：由2010年7月15日起，持成人八達通位於港灣豪庭廣場的港鐵特惠站上拍卡並於奧運站或南昌站乘搭港鐵，可享$1車費折扣。

#### 延長優惠
- 全月通、全日通：所有全月通及屯門－南昌全日通推廣期延長一年，至2011年6月30日止，凡購買或續購2010年7月至8月的全月通，可獲$20超級市場現金劵一張。但售價將會上調[5]，詳情如下：

| 票種             | 原價          | 優惠價        |
| ---------------- | ------------- | ------------- |
| 上水－尖東全月通 | HK$380→HK$390 | HK$300→HK$315 |
| 屯門－南昌全月通 | HK$400→HK$410 | HK$300→HK$315 |
| 屯門－紅磡全月通 | HK$470→HK$480 | HK$370→HK$390 |
| 屯門－南昌全日通 | HK$20→HK$21   | －            |

- 輕鐵個人八達通積分計劃、輕鐵/港鐵巴士接駁港鐵、港鐵巴士接駁輕鐵轉乘優惠：延長一年，至2011年6月30日止。

### 加價利益
港鐵指出，加價後將會增加兩億元的收入，但港鐵同時強調，2007年12月兩鐵合併時，公司一次過合共損失約六億元；而在2008年9月港鐵學生乘車優惠計劃擴展至前九鐵路線及2009年12月推出港鐵殘疾人士車費推廣計劃優惠時，公司合共損失約三億元。

## 2011年6月
2011年6月港鐵加價是指港鐵於6月19日起按「可加可減機制」實施新的票價，平均加價百分之2.2。2010年6月港鐵加價時約100個車程組合出現了使用八達通的票價比使用現金的票價更高昂的問題，至是次加價仍有30個未解決。
是次加價會令港鐵收入每年增加2億元，並成為了2011年5月28日部份香港報章的頭條。

### 調整方法
本次加價，港鐵採用了與上年度加價相同的原則，包括：
- 單程票加至最接近的5角（港幣，下同）
- 八達通加至最接近的1角
- 東鐵綫及馬鞍山綫前往過境車站（或相反）加4至5角。

以下各項票價不變：
- 由市區車站（東鐵綫除外）前往過境車站（或相反）。
- 所有$1.9或以下的特惠車程
- 所有$3.5或以下的港鐵單程票車程
- 所有輕鐵單程票車程
- 由美孚站或南昌站前往尖沙咀站或尖東站（或相反）（以修正短途貴過長途問題）。

加價最高為5毫，為元朗站來往灣仔或屯門來往上環的車程，由$22.4調整至$22.9。

### 優惠
為減低市民的不滿，港鐵同時推出各項合共17億元的優惠，比上年度多1億元。以下為各優惠的簡介：

#### 新推優惠
- 「搭一百賞一票」：凡於2011年7月4日至12月30日期間的星期一至五乘坐港鐵滿$100元（特惠車票則為$50），即可於該星期日之前往港鐵客務中心換領一張最高可使用$30（特惠車票則為$15）的免費單程車票。
- 「港外綫渡輪轉乘優惠」：由7月15日起計6個月，於渡輪碼頭的港鐵車費優惠處理器上拍卡並乘搭港鐵，可享$1.5車費折扣。
- 觀塘區小巴轉乘優惠：由9月1日起，港鐵將推出3條觀塘區小巴位於藍田站或油塘站的$0.2轉乘優惠。
- 新大嶼山巴士轉乘優惠：由7月1日起，將提高轉乘新大嶼山巴士公司的37/37P、38/38P或N38之轉乘優惠至$1.5，推廣期至翌年1月1日。

#### 延長優惠
- 長者$2乘車優惠：原定於2011年8月31日屆滿的長者$2乘車優惠，延長一年至2012年8月31日。
- 全月通、全日通：所有全月通及屯門－南昌全日通推廣期延長一年，至2012年6月30日止。但售價將會上調[14]，詳情如下：

| 票種             | 原價          | 優惠價        |
| ---------------- | ------------- | ------------- |
| 上水－尖東全月通 | HK$390→HK$400 | HK$315→HK$330 |
| 屯門－南昌全月通 | HK$410→HK$420 | HK$315→HK$330 |
| 屯門－紅磡全月通 | HK$480→HK$490 | HK$390→HK$410 |
| 屯門－南昌全日通 | HK$21→HK$22   | －            |

- 輕鐵個人八達通積分計劃、輕鐵/港鐵巴士接駁港鐵、港鐵巴士接駁輕鐵轉乘優惠：延長一年，至2012年6月30日止。

### 各方聲音
民建聯認為這些優惠微不足道，對短程乘客作用有限，故可反映港鐵欠缺承擔企業社會的責任。立法會議員黃成智則批評，港鐵推17億優惠是「講大話」，因為今年加推優惠只有1億，加價後增加的收入就有2億，這只算是小恩小惠，同時反映港鐵是非常無良，及要求港鐵推出回程半價優惠。工聯會批評香港政府監管不力，縱容公共企業，到處剝削小市民，住在偏遠地區的居民會進一步受高車費影響，該會要求推出東涌月票。
港鐵工會則要求港鐵公司加薪不少於7%及享有不少於去年的花紅。

## 2012年6月
2012年6月港鐵加價是指港鐵於2012年6月17日起按「可加可減機制」實施新的票價，平均加價百分之5.4。是次加價會令港鐵收入每年增加6億元，政府表明，已要求港鐵以優惠全數回贈乘客，而港鐵亦有履行。

### 調整方法
根據可加可減機制，港鐵需依照公式來決定該年度的加幅。該公式如下：整體的票價調整幅度 = 0.5 * 綜合消費物價指數變動 + 0.5 * 工資指數變動 - 生產力因素。本年度，綜合消費物價指數變動為5.7%，工資指數變動為5.1%，而生產力因素在兩鐵合併首六年不作計算。因此，有關最終加幅為0.5 * 5.7% + 0.5 * 5.1% - 0 = 5.4%。
本次加價，港鐵採用了與上年度加價不完全相同的原則，包括：
- 單程票加至最接近的5角（港幣，下同）
- 八達通加至最接近的1角

港鐵表示，是次加價會導致：
- 61%的乘客車程的車費會上調$0至$0.4
- 29%的乘客車程的車費會上調$0.5至$0.8
- 10%的乘客車程的車費會上調$0.9或以上

以下各項票價不變：
- 所有$6.5或以下的港鐵單程票車程(由南昌站前往紅磡站（或相反）之成人車程則加$0.5)[21]
- 由南昌站前往尖沙咀站／尖東站（或相反）之車程（以修正短途貴過長途的問題）
- 所有輕鐵單程票車程
- 港鐵巴士506綫的特惠車費

加幅最高的過境車程為上環站至落馬洲站，由$40.8加至$43，加價$2.2；本地車站則為屯門站至迪士尼站，加幅為$1.4。

### 優惠方法
為減低市民的不滿，以及回贈全部加價收益予市民，港鐵新推6.7億元的優惠。以下為各優惠的簡介：

#### 新推優惠
- 「搭十送一」：成人、小童、長者、註有「學生」或「殘疾人士」身份的個人八達通持有人凡於2012年6月18日至12月30日期間的星期一至五一周內乘坐需支付車資的港鐵車程（包括東鐵綫頭等以及往返邊境車站的車程）滿十次，即可於該星期日之前往港鐵客務中心（不包括羅湖、落馬洲及馬場站）、港鐵車站指定的換領櫃位或八個港鐵商場的換領櫃位（於星期五及六晚上五時至九時開放）換領一張免費單程車票（有關車票不適用於機場快綫、輕鐵、東鐵綫頭等、來往邊境車站的車程、港鐵巴士及港鐵接駁巴士）；乘客亦可選擇在任何一個e分鐘著數機換領單程車票換領券。有關單程票最高可乘坐31元(成人)/16元(特惠)以下的車程（不適用於邊境車站）。[23]
- 小童周末及公眾假期免費乘搭港鐵：2012年7月28日至12月30日期間的星期六、日及公眾假期，小童八達通卡持有人可免費乘坐港鐵、輕鐵及港鐵巴士，包括往返邊境車站的車程，但不適用於機場快綫、東鐵綫頭等及港鐵接駁巴士。
- 即日第二程九折優惠：2012年12月31日至2013年6月30日期間，所有持八達通的乘客，只要於同一日內付費乘搭港鐵（包括往返邊境車站的車程）、輕鐵、港鐵巴士車程，同類交通工具每第二程均會享有九折優惠，但不適用於機場快綫、東鐵綫頭等及港鐵接駁巴士。
- 「東涌－香港全月通」：2012年10月至2013年6月期間，港鐵將推出東涌—香港全月通，售價為港幣$550。持有人可在購買全月通的月份內，不限次數乘港鐵來往東涌綫東涌站與香港站/中環站之間。
- 購買全月通獲贈$20港鐵站商店購物現金券：2012年7月至12月乘客凡購買上水－尖東全月通、屯門－南昌全月通、屯門－紅磡全月通或迪士尼綫月票，或2012年10月至2013年3月期間購買東涌－香港全月通，即送$20港鐵站商店購物現金券一張。
- 新大嶼山巴士轉乘優惠：2012年7月1日至9月30日期間，東涌居民持成人八達通，在一小時內從港鐵轉乘新大嶼山巴士37/37P 綫(逸東邨—映灣園)、38/38P 及N38 綫(逸東邨—東涌巴士總站)，或從該等巴士路綫轉乘港鐵，轉乘優惠提高至$1.5。
- 「港外綫渡輪轉乘優惠」：由2012年7月1日至2013年1月1日，於渡輪碼頭的港鐵車費優惠處理器上拍卡並於香港站或中環站乘搭港鐵，可享$1.5車費折扣。

#### 延長優惠
- 全月通、全日通：所有全月通及屯門－南昌全日通推廣期延長一年，至2013年6月30日止，但售價將會上調[24]，詳情如下：

| 票種             | 原價          | 優惠價        |
| ---------------- | ------------- | ------------- |
| 上水－尖東全月通 | HK$400→HK$420 | HK$330→HK$345 |
| 屯門－南昌全月通 | HK$420→HK$440 | HK$330→HK$345 |
| 屯門－紅磡全月通 | HK$490→HK$515 | HK$410→HK$430 |
| 屯門－南昌全日通 | HK$22→HK$23   | －            |

- 輕鐵個人八達通積分計劃、輕鐵/港鐵巴士接駁港鐵、港鐵巴士接駁輕鐵轉乘優惠：延長一年，至2013年6月30日止。
- 長者$2乘車優惠：港鐵會繼續承擔現時為長者及殘疾人士提供的優惠，以及配合政府的「長者及合資格殘疾人士公共交通票價優惠計劃」，並擴展至全日生效及將適用範圍擴展至輕鐵及港鐵巴士(新界西北)，於2012年6月28日開始實施。

港鐵表示，以上優惠是歷來最大規模的。

### 相關問題
由於單程票加價以$0.5為單位，八達通加價則為$0.1，故導致八達通車費比單程票貴的車程數目，由現時36個大增至596個，當中有四個為成人車費，其餘592個為小童或長者車費，有關車費幾乎所有路線的3元、5元或6.5元車費都出現了有關問題。
輕鐵這類型的車程數目亦由現時612個增至1,000個。

### 各方聲音
民建聯歡迎港鐵提供以上優惠，但認為大部分均附帶條件，未能確保所有乘客受惠，亦難以確保優惠能抵銷所有加幅，故認為港鐵應履行企業社會責任，擱置本年的加價計劃，以及要提供更多優惠。立法會議員鄭家富批評，港鐵提供的優惠只是小恩小惠，在玩弄數字遊戲，優惠又是分階段實施的，故市民很難記住每項優惠的生效及結束日期。他質疑政府能否追查是否全數回贈市民，並認為港鐵應該押後加價。工聯會立法會議員王國興亦認為，「搭十送一」仍只是小恩小惠，應凍結加價，並檢討可加可減機制。立法會航運交通界議員劉健儀認為，港鐵在有豐厚的盈利下，優惠不足。
此外，民主黨和新民黨民選議員亦透過港鐵和報紙廣告表達加價對民生之不滿。

## 2013年6月
2013年6月港鐵加價是指港鐵於2013年6月30日起按「可加可減機制」實施新的票價，平均加價百分之2.7。是次加價會令港鐵收入每年增加3億6千萬元。

### 調整方法
根據可加可減機制，港鐵按公式來決定該年度的加幅。該公式如下：整體的票價調整幅度 = 0.5 * 綜合消費物價指數變動 + 0.5 * 工資指數變動 - 生產力因素。本年度，綜合消費物價指數變動為3.7%，工資指數變動為2.9%，而生產力因素原定為0.1%，後來於2013年4月16日修訂今年至2017年的生產力因素，修訂為0.6%，結果為計算後得出+2.7%的加幅。
本次加價，港鐵採用了與上年度加價不完全相同的原則，包括：
- 單程票加至最接近的5角（港幣，下同），而4元或以上單程票，如八達通調整後高於現時單程票車費，則加5角
- 八達通加至最接近的1角（非過境車程最高加5角）
- 輕鐵單程票成人票劃一加5角，小童／長者票則維持不變
- 港鐵巴士（新界西北）正常車費每程劃一加1角

港鐵表示，是次加價會導致：
- 2.8%的乘客車程的車費維持不變
- 73%的乘客車程的車費會上調$0.1至$0.2
- 25%的乘客車程的車費會上調$0.3或以上

以下各項票價不變：
- 所有$1.8或以下的特惠車程
- 所有$3.5或以下的港鐵單程票車程
- 在長者及合資格殘疾人士公共交通票價優惠計劃下的受惠人士，現有以每程$2優惠票價的八達通車程
- 由南昌站前往尖沙咀站／尖東站（或相反）之成人車程（以修正短途貴過長途的問題）
- 由柯士甸站前往紅磡站（或相反）之車程（以修正短途貴過長途的問題）
- 所有輕鐵單程票（小童／長者）車程

八達通加幅最高的過境車程為迪士尼站至羅湖站／落馬洲站，由$50加至$51.4，加價$1.4(2.8%)；本地車站則為上環至天后各站至東涌站，加幅為$0.5(2.53%)。
單程票加幅最高的車程為將軍澳站至寶琳站（成人）／九龍灣站至美孚站（小童／長者），由$4加至$4.5，加幅為$0.5(12.5%)。

### 優惠方法

#### 新推優惠
- 全月通加強版：由2013年6月30日起，使用上水－尖東全月通、屯門－南昌全月通、屯門－紅磡全月通或東涌－香港全月通的乘客，除可享有現時全月通的優惠，乘客往來全月通指定車站以外的車程，亦可享有額外車程75折優惠（有關優惠不適用於機場快綫、東鐵綫頭等、及來往羅湖站及落馬洲站的車程，該折扣同時不適用於使用上水－尖東全月通加強版往來馬場站的車程），優惠期至2014年6月；但售價將會上調[33]，詳情如下：

| 票種                   | 原價          | 優惠價        |
| ---------------------- | ------------- | ------------- |
| 上水－尖東全月通加強版 | HK$420→HK$430 | HK$345→HK$355 |
| 屯門－南昌全月通加強版 | HK$440→HK$450 | HK$345→HK$355 |
| 屯門－紅磡全月通加強版 | HK$515→HK$530 | HK$430→HK$440 |
| 東涌－香港全月通加強版 | HK$550→HK$565 | －            |

- 「東涌－南昌全月通加強版」：由2013年7月至2014年6月期間，港鐵將推出東涌－南昌全月通，售價為HK$360。持有人可在購買全月通的月份內，不限次數乘港鐵來往東涌綫東涌站與南昌站之間，乘客往來該全月通指定車站以外的車程，亦可享有額外車程75折優惠（有關優惠不適用於機場快綫、東鐵綫頭等、及來往羅湖站及落馬洲站的車程）。
- 長者及合資格殘疾人士公共交通票價優惠計劃：港鐵會繼續承擔現時為長者及殘疾人士提供的優惠，以及配合政府的「長者及合資格殘疾人士公共交通票價優惠計劃」，除現時的65歲或以上長者及12-64歲合資格殘疾人士可於港鐵、輕鐵及港鐵巴士（有關優惠不適用於機場快綫、東鐵綫頭等、及來往邊境車站的車程）享用$2優惠票價外，優惠亦擴展至12歲以下合資格殘疾兒童，於2014年5月18日開始實施。

#### 延長優惠
- 即日第二程九折優惠：優惠期延長至2014年3月31日，所有持八達通的乘客，只要於同一日內付費乘搭港鐵（包括往返邊境車站的車程）、輕鐵、港鐵巴士車程，同類交通工具每第二程均會享有九折優惠，但不適用於機場快綫、東鐵綫頭等及港鐵接駁巴士。
- 屯門－南昌全日通：推廣期延長一年，至2014年6月30日止，但售價將會於2013年7月1日起，由現時的HK$23上調HK$24[8]。
- 輕鐵個人八達通積分計劃、輕鐵/港鐵巴士接駁港鐵、港鐵巴士接駁輕鐵轉乘優惠：延長一年，至2014年6月30日止。

港鐵表示，以上優惠連同原有其他優惠，每年共節省20億元。

### 關於取消月台幕門／閘門$0.1附加費
港鐵公司於2013年12月1日取消港島綫、荃灣綫及觀塘綫共38個車站的月台幕門／閘門$0.1附加費，由於該費用亦涉及沒有為將軍澳綫、東涌綫及迪士尼綫的前地鐵路綫，收取$0.1附加費，故此作出相關取消$0.1附加費安排，相關車程詳情如下：
- 港島綫、荃灣綫、觀塘綫、將軍澳綫、東涌綫及迪士尼綫往／返任何一個車站的車程
- 五個整合轉綫車站，包括九龍塘站、美孚站、南昌站、尖沙咀站或尖東站往／返任何一個車站的車程（包括原地鐵及原九鐵的車程）
- 紅磡站至旺角東站的車程（是基於往／返九龍塘至九龍塘各站車費相同，故此作出該車程調整）
- 因應上述的安排，相關車程的東鐵綫頭等額外費亦會下調$0.1
- 而長者及合資格殘疾人士公共交通票價優惠計劃之非過境車程，則為$2或上述調整後的小童車費（以較低者為準）；而往／返羅湖站或落馬洲站過境車程，以及東鐵綫頭等額外費，亦會作出相應調整

### 相關問題
由於單程票加價以$0.5為單位，八達通加價則為$0.1，由於「可加可減機制」個別票價的加減幅度不可超越平均加或減幅的額外5%（單程票以$0.5四捨五入情況除外），故導致八達通車費比單程票貴的車程數目，由現時596個大幅減少65%至206個，全數為小童車費，有關車費幾乎所有路線的2.5元及3元車費都出現了有關問題。輕鐵這類型的車程數目亦由現時1,276個減少47%至672個，其中約80%為小童車費。

## 2014年6月
2014年6月港鐵加價是指港鐵於2014年6月29日起按「可加可減機制」實施新的票價，平均加價百分之3.6。是次加價會令港鐵收入每年增加約4-5億元，港鐵適逢慶祝35周年，優惠會加碼5億回贈乘客；為鼓勵使用電子貨幣的原則，是次加價會處理所有車程組合出現了使用八達通的票價比使用現金的票價更高昂的問題（輕鐵除外），結束長達4年八達通票價比使用單程票價高的問題。

### 調整方法
根據可加可減機制，港鐵需依照公式來決定該年度的加幅。該公式如下：整體的票價調整幅度 = 0.5 * 綜合消費物價指數變動 + 0.5 * 工資指數變動 - 生產力因素。本年度，綜合消費物價指數變動為4.3%，工資指數變動為4.1%，而生產力因素為-0.6%。因此，有關最終加幅為0.5 * 4.3% + 0.5 * 4.1% - 0.6% = 3.6%。
本次加價，港鐵採用了與過往加價不完全相同的原則，包括：
- 單程票加至最接近的5角（港幣，下同）
- 八達通加至最接近的1角（非過境車程最高加1元）
- 個別相應車程的單程票及八達通車費，調整金額以上述平均加幅或現時單程票車費（以較低者為準）
- 現時204個八達通車費比單程票貴的車程數目，單程票劃一加5角，八達通收費維持不變
- 港鐵巴士所有路綫的成人車費劃一加2角

港鐵表示，是次加價會導致：
- 9%的乘客車程的車費維持不變
- 52%的乘客車程的車費會上調$0.2或以下
- 26%的乘客車程的車費會上調$0.3至$0.4
- 22%的乘客車程的車費會上調$0.5或以上

以下各項票價不變：
- 所有$6.0或以下的港鐵單程票車程（現時204個八達通車費比單程票貴的車程除外）
- 在長者及合資格殘疾人士公共交通票價優惠計劃下的受惠人士，現有以每程$2優惠票價的八達通車程
- 現時204個八達通車費比單程票貴的特惠車程的八達通車程
- 輕鐵八達通車費的成人$5.5及$6.5及特惠$2的車程
- 所有港鐵單程票的成人車程及特惠$2的車程
- 港鐵巴士所有路綫的特惠車費

加幅最高的過境車程為紅磡站至落馬洲站，由$34.4加至$35.6，加價$1.2(3.49%)；本地車站則為北角站至元朗站，由$25.3加至$26.3，加價$1(3.95%)；加幅最高的特惠車程為紅磡站至沙田站（單程票）／紅磡站至旺角東站（八達通），分別由$2.5加至$3及由$1.4加至$1.5，加價分別為$0.5(20%)及$0.1(7.14%)。

### 優惠方法
港鐵適逢慶祝35周年，港鐵優惠會加碼5億回贈乘客。以下為各優惠的簡介：

#### 新推優惠
- 即日第二程九折優惠：2014年6月29日至2015年4月30日期間（2014年10月15日前由「與利潤掛鈎的車費優惠計劃」及「服務表現安排」提供，其餘由港鐵加碼提供），所有持八達通的乘客，只要於同一日內付費乘搭港鐵（包括往返邊境車站的車程）、輕鐵、港鐵巴士車程，同類交通工具每第二程均會享有九折優惠，但不適用於機場快綫、東鐵綫頭等及港鐵接駁巴士。
- 港鐵都會票：港鐵將於2014年6月8日推出港鐵都會票，售價為$400。持有人可在購票當日起計30日內，乘港鐵來往香港島、九龍、葵青、荃灣及將軍澳區之間車程40次，指定車站詳情如下：

| 港鐵綫路 | 車站                           |
| -------- | ------------------------------ |
| 港島綫   | 各站                           |
| 荃灣綫   | 各站                           |
| 觀塘綫   | 各站                           |
| 將軍澳綫 | 各站                           |
| 東涌綫   | 香港－青衣                     |
| 東鐵綫   | 紅磡－九龍塘（只適用於普通等） |
| 西鐵綫   | 紅磡－荃灣西                   |

- 「早晨折扣優惠」試驗計劃：港鐵將於2014年9月1日推出「早晨折扣優惠」試驗計劃，於星期一至五（公共假期除外）早上7:15至8:15期間使用成人八達通乘港鐵前往29個指定車站出閘（詳情請參考下表），可享75折優惠（若使用全月通加強版，亦可享相應連接車程75折後再計算75折，即相等於約56折），優惠期至2015年5月31日。

| 港鐵綫路 | 指定出閘車站   |
| -------- | -------------- |
| 港島綫   | 上環－太古     |
| 荃灣綫   | 中環－美孚     |
| 觀塘綫   | 油麻地－九龍塘 |
| 東涌綫   | 香港－南昌     |
| 東鐵綫   | 紅磡－九龍塘   |
| 西鐵綫   | 紅磡－美孚     |

- 長者及合資格殘疾人士公共交通票價優惠計劃：港鐵會繼續承擔現時為長者及殘疾人士提供的優惠，以及配合政府的「長者及合資格殘疾人士公共交通票價優惠計劃」，除現時的65歲或以上長者及12-64歲合資格殘疾人士可於港鐵、輕鐵及港鐵巴士（有關優惠不適用於機場快綫、東鐵綫頭等、及來往邊境車站的車程）享用$2優惠票價外，優惠亦擴展至12歲以下合資格殘疾兒童，已於2014年5月18日開始實施。
- 「港外綫渡輪轉乘優惠」：由2014年7月1日至2015年1月1日，於渡輪碼頭的港鐵車費優惠處理器上拍卡並於香港站或中環站乘搭港鐵，可享$1.5車費折扣。
- 小童免費乘搭港鐵往返深圳：由2014年7月1日至8月31日，於入閘前憑有效的小童八達通到客務中心登記，並即時乘搭港鐵前往羅湖站／落馬洲站（或相反），即可享有免費優惠；但不適用於機場快綫、東鐵綫頭等及輕鐵，以及經尖沙咀站／尖東站轉綫車程。
- 新春特別優惠：為配合在2015年1月21日宣佈提供的新春優惠，在2015年2月20日及21日（大年初二及初三），使用成人八達通持有人於當日乘搭港鐵，可享有約半價優惠，而特惠八達通（小童／長者、或註有「學生」／「殘疾人士」身份的個人八達通）持有人更可於當日以$1乘搭港鐵；此優惠亦適用於輕鐵及港鐵巴士（新界西北），但不適用於機場快綫、東鐵綫頭等、往返邊境車站的車程及港鐵接駁巴士。

#### 延長優惠
- 全月通、全日通：所有全月通加強版及屯門－南昌全日通推廣期延長一年，至2015年6月30日止，為配合在2015年1月21日宣佈提供的新春優惠，凡購買或續購2015年2月的全月通加強版，可獲$10港鐵站商店現金劵一張。另外，會與九龍巴士試驗合作推出計劃予指定全月通加強版乘客，由2014年10月6日至2015年5月29日止。但售價將會上調[38]，詳情如下：

| 票種                   | 原價          | 優惠價        | 可免費乘搭的 指定九巴路綫 星期六、日及公共假期除外 |
| 上水－尖東全月通加強版 | HK$430→HK$445 | HK$355→HK$365 | 270P、271P                                         |
| 屯門－南昌全月通加強版 | HK$450→HK$465 | HK$355→HK$365 | 252B、260B、261B、267S                             |
| 屯門－紅磡全月通加強版 | HK$530→HK$545 | HK$440→HK$455 | 252B、260B、261B、267S                             |
| 東涌－香港全月通加強版 | HK$565→HK$580 | －            | 不適用                                             |
| 東涌－南昌全月通加強版 | HK$360→HK$370 | －            | 不適用                                             |
| 屯門－南昌全日通       | HK$24→HK$25   | －            | 不適用                                             |

- 輕鐵個人八達通積分計劃、輕鐵/港鐵巴士接駁港鐵、港鐵巴士接駁輕鐵轉乘優惠：延長一年，至2015年6月30日止。
- 港鐵表示，以上優惠除現有20億的恆常優惠外，亦會加碼5億提供相關優惠[41]。

### 關於取消月台幕門／閘門$0.1附加費
港鐵公司已於2013年12月1日取消港島綫、荃灣綫及觀塘綫共38個車站的月台幕門／閘門$0.1附加費，由於2007年兩鐵合併時已下調車費，及於2010年至2013年6月累積上調4次車費，在取消相關費用前，實際之月台幕門／閘門附加費為$0.1025，故此在今次調整票價時，先減去$0.0025，再計算是次3.6%的加幅，此調整安排亦包括原九鐵路線，以及單程票票價。

### 相關問題
由於單程票加價必須以$0.5為單位，八達通加價則為$0.1，由於「可加可減機制」個別票價的加減幅度不可超越平均加或減幅的額外5%（單程票以$0.5四捨五入情況除外），故導致八達通車費比單程票貴的車程數目，全數消除現時204個，全數為小童車費。輕鐵這類型的車程數目亦由現時672個減少至548個，其中約90%為小童車費。

## 2015年6月
2015年6月港鐵加價是指港鐵於2015年6月21日起按「可加可減機制」實施新的票價，平均加價百分之4.3。是次加價會令港鐵收入每年增加約6億元，港鐵會研究更換78列市區綫新列車的可行性，亦配合政府的《公共交通策略研究》下的《角色定位檢視》研究，正就如何增加輕鐵的可載客量作可行性研究，港鐵公司將撥出超過3億元購買10列輕鐵車卡及10輛新巴士。

### 調整方法
根據可加可減機制，港鐵需依照公式來決定該年度的加幅。該公式如下：整體的票價調整幅度 = 0.5 * 綜合消費物價指數變動 + 0.5 * 工資指數變動 - 生產力因素。本年度，綜合消費物價指數變動為4.9%，工資指數變動為4.9%，而生產力因素為-0.6%。因此，有關最終加幅為0.5 * 4.9% + 0.5 * 4.9% - 0.6% = 4.3%。
本次加價，港鐵採用了與過往加價大致相同的原則，包括：
- 單程票加至最接近的5角（港幣，下同）
- 八達通加至最接近的1角
- 輕鐵單程票成人車費劃一加5角，特惠車費則維持不變
- 港鐵巴士所有路綫的成人車費劃一加2角，特惠車費則維持不變

港鐵表示，是次加價會導致：
- 2.5%的乘客車程的車費維持不變
- 41.0%的乘客車程的車費會上調$0.1至$0.2
- 25.4%的乘客車程的車費會上調$0.3至$0.4
- 11.9%的乘客車程的車費會上調$0.5
- 15.6%的乘客車程的車費會上調$0.6至$1.0
- 3.0%的乘客車程的車費會上調$1.1至$1.5
- 0.6%的乘客車程的車費會上調$1.6以上

以下各項票價不變：
- 所有$2.5或以下的港鐵單程票車程及其相同的特惠八達通車費
- 在長者及合資格殘疾人士公共交通票價優惠計劃下的受惠人士，現有以每程$2優惠票價的八達通車程
- 輕鐵八達通車費的特惠$2的車程
- 所有輕鐵單程票特惠車費
- 港鐵巴士所有路綫的特惠車費
- 由紅磡站往柯士甸站（或相反）的車程

加幅最高的過境車程為紅磡站至落馬洲站，由$35.6加至$37.1，加價$1.5(4.21%)；本地車站為迪士尼站至元朗站，由$29.6加至$30.9，加價$1.3(4.39%)，而特惠車程則為紅磡站至南昌站，由$3加至$3.2，加價$0.2(6.67%)；加幅最高的單程票車程為紅磡站至旺角東站(成人)／美孚站至紅磡站(特惠)，兩者皆由$3.5加至$4，加價為$0.5(14.28%)。

### 優惠方法
為減低市民的不滿，港鐵於5月29日宣佈是次加價時，同時宣佈推出及延續多項優惠，以下為各優惠的簡介：

#### 新推優惠
- 即日第二程九折優惠：2015年6月21日至11月30日期間，所有持八達通的乘客，只要於同一日內付費乘搭港鐵（包括往返邊境車站的車程）、輕鐵、港鐵巴士車程，同類交通工具每第二程均會享有九折優惠，但不適用於機場快綫、東鐵綫頭等及港鐵接駁巴士。
- 購買全月通／港鐵都會票獲贈$50港鐵站商店購物現金券：2015年7月及8月乘客凡購買上水－尖東全月通加強版、屯門－南昌全月通加強版、屯門－紅磡全月通加強版、東涌－香港全月通加強版、東涌－南昌全月通加強版或迪士尼綫月票，以及在2015年7月1日至8月31日凡購買港鐵都會票，即送$50港鐵站商店購物現金券一張。
- 「港鐵節折賞」優惠：在聖誕節（2015年12月26日及27日）、在農曆新年（2016年2月9日及10日，大年初二及初三）及復活節（2016年3月25及26日），使用成人八達通持有人於當日乘搭港鐵，可享有小童票價優惠，而特惠八達通（小童／長者、或註有「學生」／「殘疾人士」身份的個人八達通）持有人更可於當日以$1乘搭港鐵；此優惠亦適用於輕鐵及港鐵巴士（新界西北），但不適用於機場快綫、東鐵綫頭等、往返邊境車站的車程及港鐵接駁巴士。另外，凡購買或續購2015年12月、2016年2月及3月的上水－尖東全月通加強版、屯門－南昌全月通加強版、屯門－紅磡全月通加強版、東涌－香港全月通加強版、東涌－南昌全月通加強版或迪士尼綫月票，可獲$10港鐵站商店現金劵一張。

#### 延長優惠
- 「早晨折扣優惠」計劃：「早晨折扣優惠」計劃延長一年，於星期一至五（公共假期除外）早上7:15至8:15期間使用成人八達通乘港鐵前往29個指定車站出閘（詳情請參考下表），可享75折優惠（若使用全月通加強版，亦可享相應連接車程75折後再計算75折，即相等於約56折），優惠期延長至2016年5月31日。

| 港鐵綫路 | 指定出閘車站   |
| 港島綫   | 上環－太古     |
| 荃灣綫   | 中環－美孚     |
| 觀塘綫   | 油麻地－九龍塘 |
| 東涌綫   | 香港－南昌     |
| 東鐵綫   | 紅磡－九龍塘   |
| 西鐵綫   | 紅磡－美孚     |

- 港鐵都會票、全月通、全日通：所有港鐵都會票、全月通加強版及屯門－南昌全日通推廣期延長一年，至2016年6月30日止，另外，與九龍巴士合作推出計劃予指定全月通加強版乘客亦會延長一年，至2016年5月31日止。但售價將會上調[44]，詳情如下：

| 票種                   | 原價          | 優惠價        | 可免費乘搭的 指定九巴路綫 星期六、日及公共假期除外 |
| 上水－尖東全月通加強版 | HK$445→HK$465 | HK$365→HK$380 | 270P、271P                                         |
| 屯門－南昌全月通加強版 | HK$465→HK$485 | HK$365→HK$380 | 252B、260B、261B、267S                             |
| 屯門－紅磡全月通加強版 | HK$545→HK$570 | HK$455→HK$475 | 252B、260B、261B、267S                             |
| 東涌－香港全月通加強版 | HK$580→HK$605 | －            | 不適用                                             |
| 東涌－南昌全月通加強版 | HK$370→HK$385 | －            | 不適用                                             |
| 港鐵都會票             | HK$400→HK$415 | －            | 不適用                                             |
| 屯門－南昌全日通       | HK$25→HK$26   | －            | 不適用                                             |

- 輕鐵個人八達通積分計劃、輕鐵/港鐵巴士接駁港鐵、港鐵巴士接駁輕鐵轉乘優惠：延長一年，至2016年6月30日止。

#### 調整優惠
- 機場快綫團體票由2016年1月31日起售價將會調整折扣額，詳情如下：

| 往來車站   | 單程票原價                                | 團體優惠價                                                     | 可節省                                                 |
| 機場－香港 | HK$200(2人行) HK$300(3人行) HK$400(4人行) | HK$160→HK$170(2人行) HK$210→HK$230(3人行) HK$250→HK$280(4人行) | 20%→15%(2人行) 30%→23.3%(3人行) 40%→30%(4人行)         |
| 機場－九龍 | HK$180(2人行) HK$270(3人行) HK$360(4人行) | HK$140→HK$150(2人行) HK$190→HK$210(3人行) HK$220→HK$250(4人行) | 22.2%→15%(2人行) 29.7%→22.2%(3人行) 39.9%→30.6%(4人行) |
| 機場－青衣 | HK$120(2人行) HK$180(3人行) HK$240(4人行) | HK$90→HK$100(2人行) HK$125→HK$140(3人行) HK$150→HK$170(4人行)  | 25%→16.7%(2人行) 30.6%→22.2%(3人行) 37.5%→29.2%(4人行) |

- 所有遊客全日通、遊客過境旅遊票及機場快綫旅遊票由2016年1月31日起售價將會上調[47]，詳情如下：

| 票種                | 售價          |
| 成人遊客全日通      | HK$55→HK$65   |
| 小童遊客全日通      | HK$25→HK$30   |
| 遊客過境旅遊票(1天) | HK$85→HK$100  |
| 遊客過境旅遊票(2天) | HK$120→HK$140 |
| 機場快綫旅遊票(1程) | HK$220→HK$250 |
| 機場快綫旅遊票(2程) | HK$300→HK$350 |

- 港鐵表示，以上優惠除現有22億的恆常優惠外，亦會額外提供5億提供相關優惠[49]

### 相關問題
由於單程票加價必須以$0.5為單位，八達通加價則為$0.1，由於「可加可減機制」個別票價的加減幅度不可超越平均加或減幅的額外5%（單程票以$0.5四捨五入情況除外），故未能調整特惠八達通車費及單程票的$1.5-$2.5的相等車程。輕鐵方面，亦未能調整特惠八達通車費$2的車程，惟八達通車費比單程票貴的車程數目數目，維持548個不變。
另外，是次加價最受質疑的地方是該次加價優惠大減至2.8億，令不少市民失望。另外，港鐵在2014年錄得156億元利潤的情況下仍要加價4.3%，也成為了加價被各界人士抨擊的原因。
而是次調整亦解決了西鐵綫延伸後的車費「短貴長平」問題。

## 2016年6月
2016年6月港鐵加價是指港鐵於2016年6月26日起按「可加可減機制」實施新的票價，平均加價百分之2.65。是次加價會令港鐵收入每年增加約4億元。在「鐵路 2.0」計劃下，港鐵公司正推行多項大型鐵路系統及資產更新計劃，例如購買93列新列車、提升7條港鐵綫的信號系統以及更換160部空調冷卻裝置。此外，港鐵公司將額外撥出約1億4千萬元推出一系列措施，提升車站設施及加強與乘客溝通，例如於13個港鐵車站加設闊閘機；於31個港鐵車站加設風扇；擴闊4個輕鐵站月台及全面更換所有輕鐵站的木製月台座椅；及更換輕鐵系統内的乘客資訊顯示屏。

### 調整方法
根據可加可減機制，港鐵需依照公式來決定該年度的加幅。該公式如下：整體的票價調整幅度 = 0.5 * 綜合消費物價指數變動 + 0.5 * 工資指數變動 - 生產力因素。本年度，綜合消費物價指數變動為2.4%，工資指數變動為4.1%，而生產力因素為-0.6%。因此，有關最終加幅為0.5 * 2.4% + 0.5 * 4.1% - 0.6% = 2.65%。
本次加價，港鐵採用了與過往加價大致相同的原則，包括：
- 單程票加至最接近的5角（港幣，下同）
- 八達通加至最接近的1角（非過境車程最高加5角）
- 港鐵巴士所有路綫的成人車費劃一加1角，特惠車費則維持不變

港鐵表示，是次加價會導致：
- 4%的乘客車程的車費維持不變
- 78%的乘客車程的車費會上調$0.1至$0.3
- 9%的乘客車程的車費會上調$0.3至$0.4
- 8%的乘客車程的車費會上調$0.5
- 5%的乘客車程的車費會上調$0.5以上（全部為過境車程）

以下各項票價不變：
- 所有$2.5或以下的港鐵單程票車程及其相同的特惠八達通車費
- 在長者及合資格殘疾人士公共交通票價優惠計劃下的受惠人士，現有以每程$2優惠票價的八達通車程
- 輕鐵八達通車費的特惠$2的車程
- 所有輕鐵單程票車費
- 港鐵巴士所有路綫的特惠車費

加價金額及加幅最高的過境車程為迪士尼站至落馬洲站，由$53.8加至$55.3，加價$1.5(2.79%)；加幅最高的本地車程為中環站至大埔墟站，由$17.6加至$18.1，加價$0.5(2.84%)，而特惠車程則為紅磡站至尖東站，由$1.9加至$2.0，加價$0.1(5.26%)；加幅最高的單程票車程為堅尼地城站至北角站(成人)／尖東站至南昌站(特惠)，兩者分別由$8.5加至$9及$3加至$3.5，加價為$0.5(分別為5.88%及16.67%)。

### 優惠方法
為減低市民的不滿，港鐵於5月30日宣佈是次加價時，同時宣佈推出及延續多項優惠，以下為各優惠的簡介：

#### 新推優惠
- 即日第二程九折優惠：2016年6月26日至10月31日期間，所有持八達通的乘客，只要於同一日內付費乘搭港鐵（包括往返邊境車站的車程）、輕鐵、港鐵巴士車程，同類交通工具每第二程均會享有九折優惠，但不適用於機場快綫、東鐵綫頭等及港鐵接駁巴士。
- 「特惠星期六」優惠：在2016年11月至2017年3月的首個星期六（即2016年11月5日、12月3日及2017年1月7日、2月4日及3月4日），使用成人八達通持有人於當日乘搭港鐵，可享有小童票價優惠，而特惠八達通（小童／長者、或註有「學生」／「殘疾人士」身份的個人八達通）持有人更可於當日以$1乘搭港鐵；此優惠亦適用於輕鐵及港鐵巴士（新界西北），但不適用於機場快綫、東鐵綫頭等、往返邊境車站的車程及港鐵接駁巴士。
- 提高「港鐵特惠站」優惠：由2016年7月1日起，全港「港鐵特惠站」優惠會由將會劃一調整至$2（深圳地鐵福田口岸站則維持$3不變）。
- 購買全月通／港鐵都會票獲贈$50港鐵站商店購物現金券：2016年7月及8月乘客凡購買上水－尖東全月通加強版、屯門－南昌全月通加強版、屯門－紅磡全月通加強版、東涌－香港全月通加強版、東涌－南昌全月通加強版或迪士尼綫月票，以及在2016年7月1日至8月31日凡購買港鐵都會票，即送$50港鐵站商店購物現金券一張。
- 小童免費乘搭港鐵往返深圳：由2016年7月1日至8月31日，於入閘前憑有效的小童八達通到客務中心登記，並即時乘搭港鐵前往羅湖站／落馬洲站（或相反），即可享有免費優惠；但不適用於機場快綫、東鐵綫頭等及輕鐵，以及經尖沙咀站／尖東站轉綫車程。

#### 延長優惠
- 「早晨折扣優惠」計劃：「早晨折扣優惠」計劃延長一年，於星期一至五（公共假期除外）早上7:15至8:15期間使用成人八達通乘港鐵前往35個指定車站出閘（詳情請參考下表），可享75折優惠（若使用全月通加強版，亦可享相應連接車程75折後再計算75折，即相等於約56折），優惠期延長至2017年5月31日。

| 港鐵綫路 | 指定出閘車站                                          |
| 港島綫   | 上環－太古                                            |
| 南港島綫 | 金鐘－海怡半島 於2016年12月28日起生效                 |
| 荃灣綫   | 中環－美孚                                            |
| 觀塘綫   | 油麻地－九龍塘 由2016年10月23日起，新增何文田及黃埔站 |
| 東涌綫   | 香港－南昌                                            |
| 東鐵綫   | 紅磡－九龍塘                                          |
| 西鐵綫   | 紅磡－美孚                                            |

- 港鐵都會票、全月通、全日通：所有港鐵都會票、全月通加強版及屯門－南昌全日通推廣期延長一年，至2017年6月30日止，另外，與九龍巴士合作推出計劃予指定全月通加強版乘客亦會延長一年，至2017年5月31日止。但售價將會上調[51]，詳情如下：

| 票種                   | 原價          | 優惠價        | 可免費乘搭的 指定九巴路綫 星期六、日及公眾假期除外 | 備註                                                                        |
| 上水－尖東全月通加強版 | HK$465→HK$475 | HK$385→HK$390 | 270P、271P                                         | 不適用                                                                      |
| 屯門－南昌全月通加強版 | HK$485→HK$500 | HK$380→HK$390 | 252B、260B、261B、267S                             | 不適用                                                                      |
| 屯門－紅磡全月通加強版 | HK$570→HK$585 | HK$475→HK$490 | 252B、260B、261B、267S                             | 不適用                                                                      |
| 東涌－香港全月通加強版 | HK$605→HK$620 | －            | 不適用                                             | 不適用                                                                      |
| 東涌－南昌全月通加強版 | HK$385→HK$395 | －            | 不適用                                             | 不適用                                                                      |
| 港鐵都會票             | HK$415→HK$425 | －            | 不適用                                             | 由2016年10月23日起，新增何文田及黃埔站 由2016年12月28日起，新增南港島綫各站 |
| 屯門－南昌全日通       | HK$26→HK$27   | －            | 不適用                                             | 不適用                                                                      |

- 輕鐵個人八達通積分計劃、輕鐵/港鐵巴士接駁港鐵、港鐵巴士接駁輕鐵轉乘優惠：延長一年，至2017年6月30日止。
- 港鐵表示，以上優惠除現有24億的恆常優惠外，亦會額外提供5億提供相關優惠[54]

### 相關問題
由於單程票加價必須以$0.5為單位，八達通加價則為$0.1，由於「可加可減機制」個別票價的加減幅度不可超越平均加或減幅的額外5%（單程票以$0.5四捨五入情況除外），故未能調整特惠八達通車費及單程票的$1.5-$2.5的相等車程。輕鐵方面，亦未能調整特惠八達通車費$2及$3的車程，惟八達通車費比單程票貴的車程數目數目，維持548個不變。
另外，港鐵在2015年錄得109億元利潤的情況下仍要加價2.65%，也成為了加價被各界人士抨擊的原因。

### 各方聲音
社民連成員黃浩銘2016年4月7日在荃灣站內抗議港鐵加價，他與眾人四處張貼寫有「百億加價，貪得無厭」字句的反加價貼紙。十多名港鐵職員後來出現，勸喻示威者離開及疏導人流，並指眾人違反《港鐵附例》及發出檢控通知書。經審訊後被裁定罪名不成立。
社民連成員、保釣行動委員會召集人曾健成2016年4月8日在旺角站內抗議港鐵加價，他在站內張貼示威標語，港鐵職員上前勸阻但不獲理會，遂以違反《港鐵附例》作出票控。2017年3月7日於觀塘裁判法院被裁定罪名成立，罰款1,500港元，裁判官指《港鐵附例》沒違反《基本法》及《人權法》，港鐵有法定理據去保障港鐵財產及防止公眾被滋擾，控方指出港鐵有檢控權，被告的示威自由並非絕對。曾健成則稱《附例》較《公安條例》更保守及壓制人權。

## 2017年6月機場快綫加價
2017年6月機場快綫加價是指港鐵於2017年6月18日起實施新的票價（不適用於「可加可減機制」），平均加價百分之9.6。是次加價會令港鐵收入每年增加約2億元。

### 調整方法
港鐵方面，根據可加可減機制，由2017/18年度起，港鐵按以下公式來決定該年度的加幅。該公式如下：整體的票價調整幅度 = 0.5 * 綜合消費物價指數變動 + 0.5 * 工資指數變動 - 生產力因素0% - 特別調減0.6% 。本年度，綜合消費物價指數變動為1.2%，工資指數變動為3.3%，而生產力因素定為0%，後來於2017年3月21日實行一次性的票價調整幅度的9折，結果為計算後得出+1.49%的加幅，故此此加幅將於2018年的票價調整一併計算。
本次機場快綫加價，港鐵採用了以下數個原則，包括：
- 單程票／即日來回票往來市區至機場／博覽館加10至15元（港幣，下同）
- 八達通單程／即日來回加5至10元
- 30日內有效來回票加10至25元
- 八達通即日來回博覽館特別車費加5至8元
- 往來機場至博覽館站車費，八達通加5角，單程票加1元
  - 上述加幅為成人票價，小童票加價金額減半

### 調整後車費
| 往來車站                        | 八達通（單程／即日來回）              | 單程／即日來回票                        | 來回票（30日有效）  | 八達通（即日來回博覽館特別車費）      |
| 香港－機場／博覽館              | HK$100→HK$110(成人) HK$50→HK$55(小童) | HK$100→HK$115(成人) HK$50→HK$57.5(小童) | HK$180→HK$205(成人) | HK$72→HK$80(成人) HK$36→HK$40(小童)   |
| 九龍－機場／博覽館              | HK$90→HK$100(成人) HK$45→HK$50(小童)  | HK$90→HK$105(成人) HK$45→HK$52.5(小童)  | HK$160→HK$185(成人) | HK$64→HK$72(成人) HK$32→HK$36(小童)   |
| 青衣－機場／博覽館              | HK$60→HK$65(成人) HK$30→HK$32.5(小童) | HK$60→HK$70(成人) HK$30→HK$35(小童)     | HK$110→HK$120(成人) | HK$42→HK$47(成人) HK$21→HK$23.5(小童) |
| 機場－博覽館 （只提供單程車費） | HK$5→HK$5.5(成人) HK$2.5→HK$2.7(小童) | HK$5→HK$6(成人) HK$2.5→HK$3(小童)       | 不適用              | 不適用                                |

### 優惠方法

#### 新推優惠
- 3%車費回贈優惠：2017年6月18日至12月17日期間，所有持八達通的乘客，只要付費乘搭港鐵（包括往返邊境車站的車程）、輕鐵、港鐵巴士車程，每程均會享有3%車費回贈優惠，但不適用於機場快綫、東鐵綫頭等及港鐵接駁巴士。
- 「國慶特別車費日」優惠：在2017年10月1日及2日，使用成人八達通持有人於當日乘搭港鐵，可享有小童票價優惠，而特惠八達通（小童／長者、或註有「學生」／「殘疾人士」身份的個人八達通）持有人更可於當日以$1乘搭港鐵；此優惠亦適用於輕鐵及港鐵巴士（新界西北），但不適用於機場快綫、東鐵綫頭等、往返邊境車站的車程及港鐵接駁巴士。
- 小童免費乘搭港鐵往返深圳：由2017年7月15日至8月31日，於入閘前憑有效的小童八達通到客務中心登記，並即時乘搭港鐵前往羅湖站／落馬洲站（或相反），即可享有免費優惠；但不適用於機場快綫、東鐵綫頭等及輕鐵，以及經尖沙咀站／尖東站轉綫車程；而在黃竹坑站、利東站或海怡半島站，以及黃埔站西大堂（A/B出口）出發的乘客，請於入閘前憑有效的小童八達通到特設之自助優惠機登記。

#### 延長優惠
- 「早晨折扣優惠」計劃：「早晨折扣優惠」計劃延長一年，於星期一至五（公共假期除外）早上7:15至8:15期間使用成人八達通乘港鐵前往35個指定車站出閘（詳情請參考下表），可享75折優惠（若使用全月通加強版，亦可享相應連接車程75折後再計算75折，即相等於約56折），優惠期延長至2018年5月31日。

| 港鐵綫路 | 指定出閘車站   |
| 港島綫   | 上環－太古     |
| 南港島綫 | 金鐘－海怡半島 |
| 荃灣綫   | 中環－美孚     |
| 觀塘綫   | 黃埔－九龍塘   |
| 東涌綫   | 香港－南昌     |
| 東鐵綫   | 紅磡－九龍塘   |
| 西鐵綫   | 紅磡－美孚     |

- 港鐵都會票、全月通、全日通：所有港鐵都會票、全月通加強版及屯門－南昌全日通推廣期延長一年，至2018年6月30日止，另外，與九龍巴士合作推出計劃予指定全月通加強版乘客亦會延長半年，至同年11月30日止。售價將維持不變，而在2017年7月1日起購買或續購港鐵都會票，有效期延長至首次使用起計40日，詳情如下：

| 票種                   | 原價   | 優惠價 | 可免費乘搭的 指定九巴路綫 星期六、日及公眾假期除外 |
| 上水－尖東全月通加強版 | HK$475 | HK$390 | 270P、271P                                         |
| 屯門－南昌全月通加強版 | HK$500 | HK$390 | 252B、260B、261B                                   |
| 屯門－紅磡全月通加強版 | HK$585 | HK$490 | 252B、260B、261B                                   |
| 東涌－香港全月通加強版 | HK$620 | －     | 不適用                                             |
| 東涌－南昌全月通加強版 | HK$395 | －     | 不適用                                             |
| 港鐵都會票             | HK$425 | －     | 不適用                                             |
| 屯門－南昌全日通       | HK$27  | －     | 不適用                                             |

- 輕鐵個人八達通積分計劃、輕鐵/港鐵巴士接駁港鐵、港鐵巴士接駁輕鐵轉乘優惠：延長一年，至2018年6月30日止。

## 2018年6月
2018年6月港鐵加價是指港鐵於2018年6月30日起按「可加可減機制」實施新的票價，平均加價百分之3.14。由於推出為期6個月的「3%車費回贈優惠」，故此八達通乘客在2018年不會有實質車費上調。

### 調整方法
根據可加可減機制，港鐵需依照公式來決定該年度的加幅。該公式如下：整體的票價調整幅度 = 0.5 * 綜合消費物價指數變動 + 0.5 * 工資指數變動 - 生產力因素。本年度，綜合消費物價指數變動為1.7%，工資指數變動為2.8%，而港鐵設定的加減幅度為-0.6%，再加上在2017年未能啟動整體的票價調整幅度+1.49%。因此，有關最終加幅為0.5 * 1.7% + 0.5 * 2.8% - 0.6% + 1.49% = 3.14%。
本次加價，港鐵採用了與過往加價大致相同的原則，包括：
- 單程票加至最接近的5角（港幣，下同）
- 八達通加至最接近的1角（非過境車程最高加5角）
- 輕鐵單程票所有票種劃一加5角
- 港鐵巴士所有路綫的成人及特惠車費劃一加1角

港鐵表示，是次加價會導致：
- 1%的乘客車程的車費維持不變
- 69%的乘客車程的車費會上調$0.1至$0.3
- 24%的乘客車程的車費會上調$0.4至$0.5
- 6%的乘客車程的車費會上調$0.5以上（全部為過境車程）

以下各項票價不變：
- 所有$1.5的港鐵單程票車程及其相同的特惠八達通車費
- 在長者及合資格殘疾人士公共交通票價優惠計劃下的受惠人士，現有以每程$2優惠票價的八達通車程

加價金額及加幅最高的過境車程為迪士尼站至落馬洲站，由$55.3加至$57，加價$1.7(3.07%)；加幅最高的本地車程為中環站至美孚站，由$14.2加至$14.7，加價$0.5(3.52%)，而特惠車程則為馬鞍山站至恆安站，由$1.7加至$1.8，加價$0.1(5.88%)；加幅最高的單程票車程為九龍塘站至黃大仙站(成人)／大埔墟站至上水站(特惠)，兩者分別由$4.5加至$5及$2加至$2.5，加價為$0.5(分別為11.11%及25%)。

### 優惠方法
為減低市民的不滿，港鐵於5月28日宣佈是次加價時，同時宣佈推出及延續多項優惠，以下為各優惠的簡介：

#### 新推優惠
- 3%車費回贈優惠：2018年6月30日至2019年1月1日期間，所有持八達通的乘客，只要付費乘搭港鐵（包括往返邊境車站的車程）、輕鐵、港鐵巴士車程，每程均會享有3%車費回贈優惠，但不適用於機場快綫、東鐵綫頭等及港鐵接駁巴士。
- 彩雲商場港鐵特惠站：由2018年5月24日起，持成人八達通位於彩雲商場的港鐵特惠站上拍卡並於彩虹站乘搭港鐵，可享$2車費折扣。
- 綠色專線小巴轉乘優惠：由2018年6月3日起，港鐵公司會為全港超過500條綠色專線小巴路線（新界區綠色專線小巴88A, 88C, 88E, 88F, 88G及88M則於同年7月15日起生效）的八達通乘客提供$0.3轉乘折扣。現有路線的折扣優惠則維持不變。優惠為期5年，直至2023年6月。
- 「特別車費日」優惠：在2018年11月4日及5日，使用成人八達通持有人於當日乘搭港鐵，可享有小童票價優惠，而特惠八達通（小童／長者、或註有「學生」／「殘疾人士」身份的個人八達通）持有人更可於當日以$1乘搭港鐵；此優惠亦適用於輕鐵及港鐵巴士（新界西北），但不適用於機場快綫、東鐵綫頭等、往返邊境車站的車程及港鐵接駁巴士。
- 小童免費乘搭港鐵往返深圳：由2018年7月14日至9月2日，於入閘前憑有效的小童八達通到客務中心登記，並即時乘搭港鐵前往羅湖站／落馬洲站（或相反），即可享有免費優惠；但不適用於機場快綫、東鐵綫頭等及輕鐵，以及經尖沙咀站／尖東站轉綫車程；而在黃竹坑站、利東站或海怡半島站，以及黃埔站西大堂（A/B出口）出發的乘客，請於入閘前憑有效的小童八達通到特設之自助優惠機登記。

#### 延長優惠
- 「早晨折扣優惠」計劃：「早晨折扣優惠」計劃延長一年，於星期一至五（公共假期除外）早上7:15至8:15期間使用成人八達通乘港鐵前往35個指定車站出閘（詳情請參考下表），可享75折優惠（若使用全月通加強版，亦可享相應連接車程75折後再計算75折，即相等於約56折），優惠期延長至2019年5月31日。

| 港鐵綫路 | 指定出閘車站   |
| 港島綫   | 上環－太古     |
| 南港島綫 | 金鐘－海怡半島 |
| 荃灣綫   | 中環－美孚     |
| 觀塘綫   | 黃埔－九龍塘   |
| 東涌綫   | 香港－南昌     |
| 東鐵綫   | 紅磡－九龍塘   |
| 西鐵綫   | 紅磡－美孚     |

- 港鐵都會票、全月通、全日通：所有港鐵都會票、全月通加強版及屯門－南昌全日通推廣期延長一年，至2019年6月30日止；另外，與九龍巴士合作推出計劃予指定全月通加強版乘客會在2018年6月1日終止優惠。上水－尖東全月通加強版於2018年11月18日起改名為上水／烏溪沙－尖東全月通加強版；但售價今年內將會凍結，並會在2019年1月上調，詳情如下：

| 票種                           | 原價                  | 原價                 | 優惠價                | 優惠價               | 新售價生效日期                                                       |
| 票種                           | 原有售價 至2018年年底 | 2019年1月起的 新售價 | 原有售價 至2018年年底 | 2019年1月起的 新售價 | 新售價生效日期                                                       |
| 上水／烏溪沙－尖東全月通加強版 | HK$475                | HK$485               | HK$390                | HK$400               | 2019年1月1日 （而在2018年12月25日起購買或 續購全月通，會以新價計算） |
| 屯門－南昌全月通加強版         | HK$500                | HK$515               | HK$390                | HK$400               | 2019年1月1日 （而在2018年12月25日起購買或 續購全月通，會以新價計算） |
| 屯門－紅磡全月通加強版         | HK$585                | HK$600               | HK$490                | HK$505               | 2019年1月1日 （而在2018年12月25日起購買或 續購全月通，會以新價計算） |
| 東涌－香港全月通加強版         | HK$620                | HK$635               | －                    | －                   | 2019年1月1日 （而在2018年12月25日起購買或 續購全月通，會以新價計算） |
| 東涌－南昌全月通加強版         | HK$395                | HK$405               | －                    | －                   | 2019年1月1日 （而在2018年12月25日起購買或 續購全月通，會以新價計算） |
| 港鐵都會票                     | HK$425                | HK$435               | －                    | －                   | 2019年1月2日                                                         |
| 屯門－南昌全日通               | HK$27                 | HK$28                | －                    | －                   | 2019年1月2日                                                         |

- 輕鐵個人八達通積分計劃、輕鐵/港鐵巴士接駁港鐵、港鐵巴士接駁輕鐵轉乘優惠：延長一年，至2019年6月30日止。
- 港鐵表示，以上優惠除現有26億的恆常優惠外，亦會額外撥出5億提供相關優惠[66]

### 相關問題
由於單程票加價以$0.5為單位，八達通加價則為$0.1，由於「可加可減機制」個別票價的加減幅度不可超越平均加或減幅的額外5%（單程票以$0.5四捨五入情況除外），故未能調整特惠八達通車費及單程票的$1.5的相等車程。輕鐵這類型的車程數目亦由現時548個減少88%至70個，其中約48%為小童車費。
另外，港鐵在2017年錄得168億元利潤的情況下仍要加價3.14%，也成為了加價被各界人士抨擊的原因。

### 各方聲音
2018年4月1日，工黨及社民連30多名成員帶同「港鐵盈利創新高」、「市民捱苦車費加」、「港鐵加價，與民為敵」等標語到大圍站示威，他們高叫口號，並要求政府回購港鐵，港鐵職員隨即撕去標貼。亦有聲音認為港鐵雖在加價同時提供票價優惠，但並不能夠減輕車費負擔，而加價後的票價將帶動物價升高，他們要求檢討可加可減機制、將轉乘優惠擴大至適用於其他交通工具、延長「早晨折扣優惠」的適用時段、設立一年的每程5%車費扣減優惠等。

## 2019年6月
2019年6月港鐵加價是指港鐵於2019年6月30日起按「可加可減機制」實施新的票價，平均加價百分之3.3。由於推出為期40星期的「3.3%車費回贈優惠」，故此八達通乘客在2020年4月初前不會有實質車費上調。

### 調整方法
根據可加可減機制，港鐵需依照公式來決定該年度的加幅。該公式如下：整體的票價調整幅度 = 0.5 * 綜合消費物價指數變動 + 0.5 * 工資指數變動 - 生產力因素。本年度，綜合消費物價指數變動為2.5%，工資指數變動為5.9%，而港鐵設定的加減幅度為-0.6%，再扣減在2018年的負擔能力折扣-0.3%（該+0.3%的追加加幅將於2021年6月才實施）。因此，有關最終加幅為0.5 * 2.5% + 0.5 * 5.9% - 0.6% - 0.3% = 3.3%。
本次加價，港鐵採用了與過往加價大致相同的原則，包括：
- 單程票加至最接近的5角（港幣，下同）
- 八達通加至最接近的1角（非過境車程（馬場站除外）使用八達通最高加9角）
- 所有輕鐵單程票車程
- 港鐵巴士所有路綫的成人車費劃一加2角，特惠車費則劃一加1角

港鐵表示，是次加價會導致：
- 2%的乘客車程的車費維持不變
- 67%的乘客車程的車費會上調$0.1至$0.3
- 20%的乘客車程的車費會上調$0.4至$0.5
- 9%的乘客車程的車費會上調$0.6至$1.0
- 2%的乘客車程的車費會上調$1.1至$2.0（全部為過境／馬場站車程）

以下各項票價不變：
- 所有$2.5或以下的港鐵單程票車程及其相同的特惠八達通車費
- 所有輕鐵單程票車程
- 在長者及合資格殘疾人士公共交通票價優惠計劃下的受惠人士，現有以每程$2優惠票價的八達通車程

加價金額及加幅最高的過境車程為迪士尼站至落馬洲站，由$57加至$58.8，加價$1.8(3.16%)；加價金額最高的本地車程為迪士尼站至天水圍站，由$31.9加至$32.8，加價$0.9(3.4%)，加幅最高的本地車程為上水站至九龍灣站，由$14加至$14.5，加價$0.5(3.57%)，而特惠車程則為馬鞍山站至恆安站，由$1.8加至$1.9，加價$0.1(5.56%)；加幅最高的單程票車程為油塘站至寶琳站(成人)／美孚站至葵芳站(特惠)，兩者分別由$5.5加至$6及$3加至$3.5，加價為$0.5(分別為9.09%及16.67%)。

### 優惠方法
港鐵適逢慶祝40周年，港鐵優惠會加碼8億回贈乘客。以下為各優惠的簡介：

#### 新推優惠
- 3.3%車費回贈優惠：2019年6月30日至2020年4月4日期間（因應2019新型冠狀病毒疫情影響下，延長至2020年6月30日），所有持八達通的乘客，只要付費乘搭港鐵（包括往返邊境車站的車程）、輕鐵、港鐵巴士車程，每程均會享有3.3%車費回贈優惠，但不適用於機場快綫、東鐵綫頭等及港鐵接駁巴士。
- 加碼「早晨折扣優惠」計劃：「早晨折扣優惠」計劃延長一年，於星期一至五（公共假期除外）早上7:15至8:15期間使用成人八達通乘港鐵前往35個指定車站出閘（詳情請參考下表），可享75折優惠（若使用全月通加強版，亦可享相應連接車程75折後再計算75折，即相等於約56折），優惠期延長至2020年5月31日。由2019年10月起，優惠將會由75折提升至65折（若使用全月通加強版，亦可享相應連接車程75折後再計算65折，即相等於約48折），指定出閘車站會由35個增加至44個（新增車站為 樂富－油塘）。

| 港鐵綫路   | 指定出閘車站                                                    |
| 港島綫     | 上環－太古                                                      |
| 南港島綫   | 金鐘－海怡半島                                                  |
| 荃灣綫     | 中環－美孚                                                      |
| 觀塘綫     | 黃埔－九龍塘 由2019年10月2日起，指定出閘車站亦適用於 樂富－油塘 |
| 將軍澳綫   | 北角－油塘 於2019年10月2日起生效                                |
| 東涌綫     | 香港－南昌                                                      |
| 東鐵綫     | 紅磡－九龍塘                                                    |
| 西鐵綫     | 紅磡－美孚                                                      |
| 屯馬綫一期 | 啟德－鑽石山 於2020年2月14日起生效                              |

- 小童免費乘搭港鐵往返深圳：由2019年7月15日至9月1日及2020年1月17日至2月2日，於入閘前憑有效的小童八達通到客務中心登記，並即時乘搭港鐵前往羅湖站／落馬洲站（或相反），即可享有免費優惠；但不適用於機場快綫、東鐵綫頭等及輕鐵，以及經尖沙咀站／尖東站轉綫車程；而在黃竹坑站、利東站或海怡半島站，以及黃埔站西大堂（A/B出口）出發的乘客，則應於入閘前憑有效的小童八達通到特設之自助優惠機登記。
- 新界小巴113線轉乘優惠：由6月30日起，將提高轉乘新界區專線小巴113線之成人（「殘疾人士身分」除外）轉乘優惠額至$0.6，其指定轉車站為坑口站。

#### 延長優惠
- 港鐵都會票、屯門－南昌全日通：港鐵都會票及屯門－南昌全日通推廣期延長一年，至2020年6月30日止；但售價於2020年4月4日及之前將會凍結（因應2019新型冠狀病毒疫情影響下，凍結售價延長至2020年6月30日），詳情如下：

| 票種             | 售價   | 備註                          |
| 港鐵都會票       | HK$435 | 由2020年2月14日起，新增啟德站 |
| 屯門－南昌全日通 | HK$28  | 不適用                        |

- 全月通加強版：所有全月通加強版推廣期延長一年，至2020年6月30日止；但售價於2020年4月及之前將會凍結（因應2019新型冠狀病毒疫情影響下，凍結售價延長至2020年6月30日），詳情如下：

| 全月通加強版                   | 原價   | 優惠價 | 備註                                  |
| 上水／烏溪沙－尖東全月通加強版 | HK$485 | HK$400 | 由2020年2月14日起，新增顯徑至啟德各站 |
| 屯門－南昌全月通加強版         | HK$515 | HK$400 | 不適用                                |
| 屯門－紅磡全月通加強版         | HK$600 | HK$505 | 不適用                                |
| 東涌－香港全月通加強版         | HK$635 | －     | 不適用                                |
| 東涌－南昌全月通加強版         | HK$405 | －     | 不適用                                |

- 輕鐵個人八達通積分計劃、輕鐵/港鐵巴士接駁港鐵、港鐵巴士接駁輕鐵轉乘優惠：延長一年，至2020年6月30日止。
- 港鐵表示，以上優惠除現有27億的恆常優惠外，亦會額外撥出8億提供相關優惠[72]

### 相關問題
由於單程票加價以$0.5為單位，八達通加價則為$0.1，由於「可加可減機制」個別票價的加減幅度不可超越平均加或減幅的額外5%（單程票以$0.5四捨五入情況除外），故未能調整特惠八達通車費及單程票的$1.5-$2.5的相等車程。輕鐵方面，亦未能調整所有特惠八達通車費的車程，惟八達通車費比單程票貴的車程數目數目，維持70個不變。
另外，港鐵在2018年錄得約112億元利潤的情況下仍要加價3.3%，也成為了加價被各界人士抨擊的原因。

## 2020年6月（凍結票價）
2020年6月凍結票價是指港鐵於2020年6月因負擔能力折扣啟動而未能加價。由於「3.3%車費回贈優惠」加大至20%，為期9個月，故此八達通乘客在2020年下半年有17.3%實質車費下調。

### 調整方法
根據可加可減機制，港鐵按公式來決定該年度的加幅。該公式如下：整體的票價調整幅度 = 0.5 * 綜合消費物價指數變動 + 0.5 * 工資指數變動 - 生產力因素。本年度，綜合消費物價指數變動為2.9%，工資指數變動為3.4%，而港鐵設定的加減幅度為-0.6%，再扣減在2019年的負擔能力折扣-2.48%（該+1.48%及+1.47%的追加加幅分別將於2021年及2022年6月才實施）。因此，今年票價將被凍結，故此此加幅將於2021及2022年的票價調整分2次計算。

### 優惠方法
為減輕2019冠狀病毒病疫情對市民的影響，港鐵繼續回贈乘客。以下為各優惠的簡介：

#### 新推優惠
- 20%車費回贈優惠：2020年7月1日至2021年1月1日期間（其後延長至2021年3月31日），所有持八達通的乘客，只要付費乘搭港鐵（包括往返邊境車站的車程）、輕鐵、港鐵巴士車程，每程享有之車費回贈優惠由3.3%提升至20%，但不適用於機場快綫、東鐵綫頭等及港鐵接駁巴士。

#### 延長優惠
- 港鐵都會票、屯門－南昌全日通：港鐵都會票及屯門－南昌全日通推廣期延長一年，至2021年6月30日止；但港鐵都會票售價由2020年7月1日至2021年1月1日（其後延長至2021年6月30日）可獲HK$100扣減；而屯門－南昌全日通售價於2021年6月30日及之前則凍結，並會在2021年7月1日起上調，詳情如下：

| 票種             | 2020年7月1日前 售價 | 2020年7月1日至 2021年6月30日期間售價 | 2021年7月1日起的 新售價 |
| 港鐵都會票       | HK$435              | HK$335                               | HK$445                  |
| 屯門－南昌全日通 | HK$28               | HK$28                                | HK$29                   |

- 全月通加強版：所有全月通加強版推廣期延長一年，至2021年6月30日止；但售價由2020年7月至12月（其後延長至2021年6月）可獲HK$100扣減[73]，並會在2021年7月上調[74]，詳情如下：

| 全月通加強版                   | 原價            | 原價                          | 原價                 | 優惠價          | 優惠價                        | 優惠價               |
| 全月通加強版                   | 2020年7月前售價 | 2020年7月至2021年6月 期間售價 | 2021年7月起的 新售價 | 2020年7月前售價 | 2020年7月至2021年6月 期間售價 | 2021年7月起的 新售價 |
| 上水／烏溪沙－尖東全月通加強版 | HK$485          | HK$385                        | HK$500               | HK$400          | HK$300                        | HK$410               |
| 屯門－南昌全月通加強版         | HK$515          | HK$415                        | HK$530               | HK$400          | HK$300                        | HK$410               |
| 屯門－紅磡全月通加強版         | HK$600          | HK$500                        | HK$615               | HK$505          | HK$405                        | HK$520               |
| 東涌－香港全月通加強版         | HK$635          | HK$535                        | HK$655               | －              | －                            | －                   |
| 東涌－南昌全月通加強版         | HK$405          | HK$305                        | HK$415               | －              | －                            | －                   |

- 「早晨折扣優惠」計劃：「早晨折扣優惠」計劃延長一年，於星期一至五（公共假期除外）早上7:15至8:15期間使用成人八達通乘港鐵前往45個指定車站出閘（詳情請參考下表），可享65折優惠（若使用全月通加強版，亦可享相應連接車程75折後再計算65折，即相等於約49折），優惠期延長至2021年5月31日。

| 港鐵綫路   | 指定出閘車站   |
| 港島綫     | 上環－太古     |
| 南港島綫   | 金鐘－海怡半島 |
| 荃灣綫     | 中環－美孚     |
| 觀塘綫     | 黃埔－油塘     |
| 東涌綫     | 香港－南昌     |
| 東鐵綫     | 紅磡－九龍塘   |
| 西鐵綫     | 紅磡－美孚     |
| 屯馬綫一期 | 啟德－鑽石山   |

- 輕鐵個人八達通積分計劃、輕鐵/港鐵巴士接駁港鐵、港鐵巴士接駁輕鐵轉乘優惠：延長一年，至2021年6月30日止。
- 港鐵表示，以上優惠除現有27億的恆常優惠外，亦會額外撥出3億提供相關優惠。

## 2021年6月
2021年6月港鐵減價是指港鐵於2021年6月27日減價的事件，這是港鐵自兩鐵合併後按「可加可減機制」對價格進行調整後，首次獲調減車費，減幅為百分之1.85。由於「3%車費回贈優惠」加大至3.8%，為期6個月，故此八達通乘客在2021年4月起至年底有大約5%實質車費下調。

### 調整方法
根據可加可減機制，港鐵需要按公式來決定該年度的加幅。該公式如下：整體的票價調整幅度 = 0.5 * 綜合消費物價指數變動 + 0.5 * 工資指數變動 - 生產力因素。本年度，綜合消費物價指數變動為-1.0%，工資指數變動為-1.5%，而港鐵設定的加減幅度為-0.6%。因此，有關最終減幅為0.5 * 1% + 0.5 * 1.5% - 0.6% = -1.85%。
本次減價，港鐵採用了與過往加價大致相同的原則，包括：
- 單程票減至最接近的5角（港幣，下同）
- 八達通減至最接近的1角
- 港鐵巴士所有路綫車費劃一減1角
- 港鐵表示，是次減價會導致：
  - 2%的乘客車程的車費維持不變
  - 63%的乘客車程的車費會下調$0.1
  - 29%的乘客車程的車費會下調$0.2至$0.4
  - 6%的乘客車程的車費會上調$0.5至$1.0
- 以下各項票價不變：
  - 所有輕鐵單程票車程
  - 在長者及合資格殘疾人士公共交通票價優惠計劃下的受惠人士，現有以每程$2優惠票價的八達通車程

### 優惠方法
為配合屯馬綫全綫啟用，同時舒緩2019冠狀病毒病疫情對市民的影響，港鐵繼續回贈乘客。以下為各優惠的簡介：

#### 新推優惠
- 5%/3.8%車費回贈優惠：2021年4月1日至2022年1月1日期間，所有持八達通或車票二維碼的乘客，只要付費乘搭港鐵（包括往返邊境車站的車程）、輕鐵、港鐵巴士車程，每程享有之車費回贈優惠由3%提升至5%（2021年4月1日至6月26日）／3.8%（2021年6月27日至2022年1月1日，其後延長至2022年6月底），但不適用於機場快綫、東鐵綫頭等及港鐵接駁巴士。
- 宋皇臺／土瓜灣站車費優惠：2021年6月27日至2022年1月1日期間，所有持八達通的乘客，只要付費乘搭港鐵（包括往返邊境車站的車程），在該兩站出／入閘，每程可享有$1車費扣減（特惠為$0.5），但不適用於機場快綫及東鐵綫頭等。
- 九龍小巴25A／25B轉乘優惠：2021年6月27日至2022年1月1日期間，將提高轉乘九龍區專線小巴25A線及九龍區專線小巴25B線之成人轉乘優惠額至$1（特惠為$0.5），其指定轉車站為宋皇臺站（25B線亦適用於啟德站）。

#### 延長優惠
- 港鐵都會票、屯門－南昌全日通：港鐵都會票及屯門－南昌全日通推廣期延長一年，至2022年6月30日止；但售價將維持不變，詳情如下：

| 票種             | 售價   | 備註                                    |
| 港鐵都會票       | HK$435 | 由2021年6月27日起，新增宋皇臺及土瓜灣站 |
| 屯門－南昌全日通 | HK$28  | 不適用                                  |

- 全月通加強版：所有全月通加強版推廣期延長一年，至2022年6月30日止；但售價將維持不變，並於2021年7月至12月可獲HK$50扣減[80]，詳情如下：

| 全月通加強版                   | 原價   | 優惠價 | 備註                                      |
| 上水／烏溪沙－尖東全月通加強版 | HK$485 | HK$400 | 由2021年6月27日起，新增宋皇臺至何文田各站 |
| 屯門－南昌全月通加強版         | HK$515 | HK$400 | 不適用                                    |
| 屯門－紅磡全月通加強版         | HK$600 | HK$505 | 不適用                                    |
| 東涌－香港全月通加強版         | HK$635 | －     | 不適用                                    |
| 東涌－南昌全月通加強版         | HK$405 | －     | 不適用                                    |

- 「早晨折扣優惠」計劃：「早晨折扣優惠」計劃延長一年，於星期一至五（公共假期除外）早上7:15至8:15期間使用成人八達通乘港鐵前往47個指定車站出閘（詳情請參考下表），可享65折優惠（若使用全月通加強版，亦可享相應連接車程75折後再計算65折，即相等於約49折），優惠期延長至2022年5月31日。

| 港鐵綫路 | 指定出閘車站                                         |
| 港島綫   | 上環－太古                                           |
| 南港島綫 | 金鐘－海怡半島                                       |
| 荃灣綫   | 中環－美孚                                           |
| 觀塘綫   | 黃埔－油塘                                           |
| 東涌綫   | 香港－南昌                                           |
| 東鐵綫   | 紅磡－九龍塘                                         |
| 屯馬綫   | 美孚－鑽石山 由2021年6月27日起，新增宋皇臺及土瓜灣站 |

- 顯徑／啟德站車費優惠：所有持八達通的乘客，只要付費乘搭港鐵（包括往返邊境車站的車程），在該兩站出／入閘，每程可享有$1車費扣減（特惠為$0.5），但不適用於機場快綫及東鐵綫頭等，優惠期延長至2022年1月1日。
- 屯馬綫轉乘優惠：優惠最少延長至2022年1月1日，詳情如下：

| 巴士／小巴路線                                                                | 2022年1月1日及之前優惠 | 2022年1月2日及之後優惠 | 備註                                                               |
| 城巴20線、九巴3B、5、5A、5C、5D、5P、6F、11、11K、11X、12A、15X、21、26及28線 | 成人$1.0 特惠$0.5      | 不適用                 | 不適用                                                             |
| 城巴22/22M線                                                                  | 成人$1.0 特惠$0.5      | 成人$0.6               | 由2021年6月27日起，指定轉車站擴展至宋皇臺站                        |
| 九龍區專線小巴26、27M、28MS線                                                 | 成人$1.0 特惠$0.5      | 成人／特惠$0.3         | 由2022年1月2日起，指定轉車站擴展至所有能轉乘港鐵之車站             |
| 九龍區專線小巴25A、25B線                                                      | 成人$1.0 特惠$0.5      | 成人$0.5 特惠$0.3      | 由2021年6月27日起生效，指定轉車站為宋皇臺站（25B線亦適用於啟德站） |
| 九龍區專線小巴49線                                                            | 成人$1.0 特惠$0.5      | 成人$0.5 特惠$0.3      | 由2021年6月27日起，指定轉車站擴展至宋皇臺站                        |

- 輕鐵個人八達通積分計劃、輕鐵/港鐵巴士接駁港鐵、港鐵巴士接駁輕鐵轉乘優惠：延長一年，至2022年6月30日止。
- 港鐵表示，以上優惠除現有26億的恆常優惠外，亦會額外撥出3億提供相關優惠。

## 2022年6月（凍結票價）
2022年6月凍結票價是指港鐵於2022年6月因根據可加可減機制計算方式後而未能加價。由於「3.8%車費回贈優惠」延長多6個月，故此八達通乘客在2022年下半年實質車費下調較2019年為低。

### 調整方法
根據可加可減機制，港鐵按公式來決定該年度的加幅。該公式如下：整體的票價調整幅度 = 0.5 * 綜合消費物價指數變動 + 0.5 * 工資指數變動 - 生產力因素。本年度，綜合消費物價指數變動為2.4%，工資指數變動為-0.2%，而港鐵設定的加減幅度為-0.6%。因此，今年票價將被凍結，故此+0.5%加幅將於2023年的票價調整計算。

### 優惠方法
為配合東鐵綫過海段啟用，同時舒緩2019冠狀病毒病疫情對市民的影響，港鐵繼續回贈乘客。以下為各優惠的簡介：

#### 新推優惠
- 擴展長者及合資格殘疾人士公共交通票價優惠計劃：港鐵會繼續承擔現時為長者及殘疾人士提供的優惠，以及配合政府的「長者及合資格殘疾人士公共交通票價優惠計劃」，除現時的65歲或以上長者及65歲以下合資格殘疾人士可於港鐵、輕鐵及港鐵巴士（有關優惠不適用於機場快綫、東鐵綫頭等、及來往邊境車站的車程）享用$2優惠票價外，優惠亦擴展至60-64歲香港居民（該新增組別亦不包括馬場站），並透過新增設的「樂悠咭」享用優惠，已於2022年2月27日開始實施。
- 新巴／城巴會展站轉乘優惠：由2022年5月15日起，使用成人八達通轉乘新巴1M線、城巴25A線、新巴722線、城巴780線及城巴788線，可享$2折扣優惠，其指定轉車站為會展站，優惠期至11月14日止（其後1M及25A線轉乘優惠延長至另行通知）。
- 皇后山轉乘優惠：由2022年5月15日起，使用成人八達通轉乘九龍巴士78A線，可享$1折扣優惠，其指定轉車站為粉嶺站。
- 提高專線小巴812/813系列轉乘優惠：：由2022年5月15日起，使用成人八達通於沙田圍站轉乘專線小巴812/812A線、於第一城站／石門站轉乘專線小巴813線、或於第一城站轉乘專線小巴813A線，折扣優惠提高至$0.5。

#### 延長優惠
- 3.8%車費回贈優惠：優惠延長至2023年1月1日（其後延長至同年1月31日），所有持八達通或車票二維碼的乘客，只要付費乘搭港鐵（包括往返邊境車站的車程）、輕鐵、港鐵巴士車程，每程享有之車費回贈優惠由3.3%提升至3.8%，但不適用於機場快綫、東鐵綫頭等及港鐵接駁巴士。
- 全月通加強版、港鐵都會票、屯門－南昌全日通：所有全月通加強版、港鐵都會票及屯門－南昌全日通推廣期延長一年，至2023年6月30日止；售價將維持不變，詳情如下：

| 全月通加強版                   | 原價   | 優惠價 | 備註                          |
| 上水／烏溪沙－尖東全月通加強版 | HK$485 | HK$400 | 不適用                        |
| 屯門－南昌全月通加強版         | HK$515 | HK$400 | 不適用                        |
| 屯門－紅磡全月通加強版         | HK$600 | HK$505 | 不適用                        |
| 東涌－香港全月通加強版         | HK$635 | －     | 不適用                        |
| 東涌－南昌全月通加強版         | HK$405 | －     | 不適用                        |
| 港鐵都會票                     | HK$435 | －     | 由2022年5月15日起，新增會展站 |
| 屯門－南昌全日通               | HK$28  | －     | 不適用                        |

- 「早晨折扣優惠」計劃：「早晨折扣優惠」計劃延長一年，於星期一至五（公共假期除外）早上7:15至8:15期間使用成人八達通乘港鐵前往45個指定車站出閘（詳情請參考下表），可享65折優惠（若使用全月通加強版，亦可享相應連接車程75折後再計算65折，即相等於約49折），優惠期延長至2023年5月31日。

| 港鐵綫路 | 指定出閘車站                               |
| 港島綫   | 上環－太古                                 |
| 南港島綫 | 金鐘－海怡半島                             |
| 荃灣綫   | 中環－美孚                                 |
| 觀塘綫   | 黃埔－油塘                                 |
| 東涌綫   | 香港－南昌                                 |
| 東鐵綫   | 金鐘－九龍塘 由2022年5月15日起，新增會展站 |
| 屯馬綫   | 美孚－鑽石山                               |

- 輕鐵個人八達通積分計劃、輕鐵/港鐵巴士接駁港鐵、港鐵巴士接駁輕鐵轉乘優惠：延長一年，至2023年6月30日止。
- 港鐵表示，以上優惠除現有26億的恆常優惠外，亦會額外撥出3億提供相關優惠。

## 2023年6月
2023年6月港鐵加價是指港鐵於2023年6月25日起按「可加可減機制」實施新的票價，平均加價百分之2.3。

### 調整方法
根據可加可減機制，港鐵需依照公式來決定該年度的加幅。該公式如下：整體的票價調整幅度 = 0.5 * 綜合消費物價指數變動 + 0.5 * 工資指數變動 - 生產力因素。本年度，綜合消費物價指數變動為2.0%，工資指數變動為3.6%，而生產力因素的加減幅度為-0.8%，再加上在2022年未能啟動整體的票價調整幅度+0.5%，以及為支持疫情後經濟復甦而作出的一次性特別安排（+0.2%）及負擔能力折扣+1.65%追加加幅延後至2024年實施（另外+1.2%不會追加）。因此，有關最終加幅為0.5 * 2.0% + 0.5 * 3.6% - 0.8% + 0.5% = 2.3%。
本次加價，港鐵採用了與過往加價大致相同的原則，包括：
- 單程票加至最接近的5角（港幣，下同）
- 八達通加至最接近的1角（非過境車程（馬場站除外）使用八達通最高加9角）
- 港鐵巴士所有路綫的成人車費劃一加1角（K52A線全程收費則加2角），特惠車費則不作調整（K52A線全程收費則加1角）

港鐵表示，是次加價會導致：
- 4%的乘客車程的車費維持不變
- 46%的乘客車程的車費會上調$0.1
- 25%的乘客車程的車費會上調$0.2
- 18%的乘客車程的車費會上調$0.3至$0.4
- 7%的乘客車程的車費會上調$0.5至$1.4

以下各項票價不變：
- 所有$2.5或以下的港鐵單程票車程及其相同的特惠八達通車費
- 所有$2.1或以下的特惠八達通／二維碼車費
- 所有輕鐵單程票車程
- 在長者及合資格殘疾人士公共交通票價優惠計劃下的受惠人士，現有以每程$2優惠票價的八達通車程

加價金額及加幅最高的過境車程為迪士尼站至落馬洲站，由$57.8加至$59.2，加價$1.4(2.42%)；加價金額最高的本地車程為迪士尼站至天水圍站，由$32.2加至$33，加價$0.8(2.48%)，加幅最高的本地車程為屯門站至顯徑站，由$19.9加至20.6，加價$0.7(3.52%)，而特惠車程則為元朗站至錦上路站，由$2.4加至$2.5，加價$0.1(4.17%)；加幅最高的單程票車程為美孚站至寶琳站，由$12加至$12.5，加價為$0.5(4.17%)。

### 優惠方法
為確保上年度「服務表現回贈」帳戶所累積的金額悉數回饋乘客，以及為支持疫情後經濟復甦。港鐵於6月2日宣佈是次加價時，同時宣佈推出及延續多項優惠，以下為各優惠的簡介：

#### 新推優惠
- 感謝日：於2023年4月8及9日、5月13及14日（較早前3月21日公佈），（為確保上年度「服務表現回贈」帳戶所累積的金額悉數回饋乘客，加推2023年8月19日），所有持八達通的乘客，只要付費乘搭港鐵（包括往返邊境車站的車程）、輕鐵、港鐵巴士車程，每程均會享有50%車費回贈優惠，但不適用於機場快綫、東鐵綫頭等及港鐵接駁巴士。
- 加碼綠色專線小巴轉乘優惠：港鐵公司會為全港超過500條綠色專線小巴路線的八達通乘客提供轉乘折扣優惠延長5年，直至2028年6月，由2023年11月5日起，優惠額由$0.3提高至$0.5。

#### 延長優惠
- 「早晨折扣優惠」計劃：「早晨折扣優惠」計劃延長一年，於星期一至五（公共假期除外）早上7:15至8:15期間使用成人八達通乘港鐵前往35個指定車站出閘（詳情請參考下表），可享65折優惠（若使用全月通，亦可享相應連接車程75折後再計算65折，即相等於約49折），優惠期延長至2024年6月30日。此優惠於2024年2月26日起，折扣調整至75折。

| 港鐵綫路 | 指定出閘車站   |
| 港島綫   | 上環－太古     |
| 南港島綫 | 金鐘－海怡半島 |
| 荃灣綫   | 中環－美孚     |
| 觀塘綫   | 黃埔－油塘     |
| 東涌綫   | 香港－南昌     |
| 東鐵綫   | 金鐘－九龍塘   |
| 屯馬綫   | 美孚－鑽石山   |

- 港鐵都會票、全月通、全日通：所有港鐵都會票、全月通加強版及屯門－南昌全日通推廣期延長一年，至2024年6月30日止，但售價將會上調[84]，詳情如下：

| 票種                       | 原價          | 優惠價        |
| 全月通1 上水／烏溪沙－尖東 | HK$485→HK$495 | HK$400→HK$410 |
| 全月通2 屯門－南昌         | HK$515→HK$525 | HK$400→HK$410 |
| 全月通3 屯門－紅磡         | HK$600→HK$615 | HK$505→HK$515 |
| 全月通4 東涌－南昌         | HK$405→HK$415 | －            |
| 全月通5 東涌－香港         | HK$635→HK$650 | －            |
| 港鐵都會票                 | HK$425→HK$435 | －            |
| 屯門－南昌全日通           | HK$28→HK$29   | －            |

- 輕鐵個人八達通積分計劃、輕鐵/港鐵巴士接駁港鐵、港鐵巴士接駁輕鐵轉乘優惠：延長一年，至2024年6月30日止。
- 港鐵表示，以上優惠除現有21億的恆常優惠外，亦會額外撥出3億提供相關優惠[87]

### 相關問題
由於單程票加價以$0.5為單位，八達通加價則為$0.1，由於「可加可減機制」個別票價的加減幅度最新修訂不可超越平均加或減幅的額外8%（單程票以$0.5四捨五入情況除外），同時為減低市民的不便，故未能調整特惠八達通車費$2.1或以下車程，以及未能大幅度調整屯馬綫車費。輕鐵方面，亦未能調整所有特惠八達通車費的車程，惟八達通車費比單程票貴的車程數目數目，維持70個不變。
另外，港鐵在2022年錄得逾100億元利潤的情況下仍要加價2.3%，而且優惠大幅減少，也成為了加價被各界人士抨擊的原因。

## 2024年6月
2024年6月港鐵加價是指港鐵於2024年6月30日起按「可加可減機制」實施新的票價，平均加價百分之3.09。

### 調整方法
根據可加可減機制，港鐵需依照公式來決定該年度的加幅。該公式如下：整體的票價調整幅度 = 0.5 * 綜合消費物價指數變動 + 0.5 * 工資指數變動 - 生產力因素。本年度，綜合消費物價指數變動為2.4%，工資指數變動為5.2%，而生產力因素的加減幅度為-0.6%，以及為支持疫情後經濟復甦而作出的一次性特別安排（+0.2%）及負擔能力折扣+1.65%追加加幅再延後至2025年實施，再扣減在2018年的負擔能力折扣-0.11%（該+0.06%及+0.05%的追加加幅分別於2025年6月及2026年6月才實施）。因此，有關最終加幅為0.5 * 2.4% + 0.5 * 5.2% - 0.6% - 0.11% = 3.09%。
本次加價，港鐵採用了與過往加價大致相同的原則，包括：
- 單程票加至最接近的5角（港幣，下同）
- 八達通加至最接近的1角
- 港鐵巴士所有路綫的成人車費劃一加2角（K52A線全程收費則加3角），特惠車費則劃一加1角（K52A線全程收費則加2角）

港鐵表示，是次加價會導致：
- 1%的乘客車程的車費維持不變
- 90%的乘客車程的車費會上調$0.1至$0.5
- 8%的乘客車程的車費會上調$0.6至$1.0
- 1%的乘客車程的車費會上調$1.1至$2.0

以下各項票價不變：
- 所有$5.0或以下的港鐵單程票車程及其相同的特惠八達通車費
- 所有$1.9或以下的特惠八達通／二維碼車費
- 在長者及合資格殘疾人士公共交通票價優惠計劃下的受惠人士，現有以每程$2優惠票價的八達通車程

加價金額及加幅最高的過境車程為迪士尼站至落馬洲站，由$59.2加至$60.8，加價$1.6(2.7%)；加價金額及加幅最高最高的本地車程為錦上路站至顯徑站，由$19.3加至$20.8，加價$1.5(7.8%)，加幅最高的單程票車程為美孚站至紅磡站，由$10加至$10.5，加價為$0.5(5.0%)。

### 優惠方法
為減低市民的不滿，港鐵於5月31日宣佈是次加價時，同時宣佈推出及延續多項優惠，以下為各優惠的簡介：

#### 新推優惠
- 期「搭十送一」：於2024年7月1至28日，使用已綁定MTR Mobile帳戶的成人八達通持有人一周內乘坐需支付車資的港鐵車程（包括東鐵綫頭等以及往返邊境車站的車程）滿十次，即可於MTR Mobile帳戶換領一程免費車程（免費車程不適用於機場快綫、輕鐵、東鐵綫頭等、來往邊境車站的車程、港鐵巴士及港鐵接駁巴士）；每個帳戶於推廣期內最多可享4程免費車程，免費車程有效期至2025年1月2日。

#### 延長優惠
- 「早晨折扣優惠」計劃：「早晨折扣優惠」計劃延長一年，於星期一至五（公共假期除外）早上7:15至8:15期間使用成人八達通乘港鐵前往35個指定車站出閘（詳情請參考下表），可享75折優惠（若使用全月通，亦可享相應連接車程75折後再計算75折，即相等於約56折），優惠期延長至2025年6月30日。

| 港鐵綫路 | 指定出閘車站   |
| 港島綫   | 上環－太古     |
| 南港島綫 | 金鐘－海怡半島 |
| 荃灣綫   | 中環－美孚     |
| 觀塘綫   | 黃埔－油塘     |
| 東涌綫   | 香港－南昌     |
| 東鐵綫   | 金鐘－九龍塘   |
| 屯馬綫   | 美孚－鑽石山   |

- 都會票、屯門－南昌全日通：港鐵都會票及屯門－南昌全日通推廣期延長一年，至2025年6月30日止；但售價於2024年6月30日票價調整當日起上調，詳情如下：

| 票種             | 售價                                                    |
| 港鐵都會票       | HK$445→HK$460 （於2024年6月30日至9月30日可享HK$50折扣） |
| 屯門－南昌全日通 | HK$29→HK$30                                             |

- 全月通：所有全月通推廣期延長一年，至2025年6月30日止；但售價將會上調[89]（於2024年7月至9月份全月通可享HK$50折扣），詳情如下：

| 全月通                     | 原價          | 優惠價        |
| 全月通1 上水／烏溪沙－尖東 | HK$515→HK$530 | HK$410→HK$425 |
| 全月通2 屯門－南昌         | HK$525→HK$545 | HK$410→HK$425 |
| 全月通3 屯門－紅磡         | HK$615→HK$635 | HK$515→HK$535 |
| 全月通4 東涌－南昌         | HK$415→HK$430 | －            |
| 全月通5 東涌－香港         | HK$650→HK$675 | －            |

- 輕鐵/港鐵巴士接駁港鐵、港鐵巴士接駁輕鐵轉乘優惠：延長一年，至2025年6月30日止。
- 輕鐵個人八達通積分計劃：延長兩個月，至2024年8月31日止；優惠於同年9月1日起完結，已累積積分須於同年同年9月30日前使用，逾期作廢。
- 港鐵表示，以上優惠除現有21億的恆常優惠外，亦會額外撥出3億提供相關優惠[92]

#### 調整優惠
- 長者及合資格殘疾人士公共交通票價優惠計劃：由2024年8月25日開始，60或以上香港居民必須使用「樂悠咭」享用$2優惠票價，65歲或以上如使用長者或一般個人八達通乘搭港鐵、輕鐵及港鐵巴士，會以小童八達通計算收費；而65歲以下合資格殘疾人士則不受該次影響。

### 相關問題
由於單程票加價以$0.5為單位，八達通加價則為$0.1，由於「可加可減機制」個別票價的加減幅度最新修訂不可超越平均加或減幅的額外8%（單程票以$0.5四捨五入情況除外），同時為減低市民的不便，故未能調整特惠八達通車費$1.9或以下車程。輕鐵方面，由於已調整部分特惠單程票車費的車程，八達通車費比單程票貴的車程數目，由70個減至40個（成人車程數目維持36個不變，而小童則由34個大減至只有2個（往來天榮及新圍））。
另外，港鐵在2023年錄得逾50億元利潤的情況下仍要加價3.09%，而且優惠繼續減少，也成為了加價被各界人士抨擊的原因。

## 使用八達通較單程車票為高的車程
| 年度        | 票價調整幅度 | 票價調整幅度 | 票價調整幅度 | 港鐵 | 港鐵 | 輕鐵 | 輕鐵 |
| 年度        | 該年幅度     | 平均幅度     | 累計幅度     | 成人 | 小童 | 成人 | 小童 |
| 2009年前    | 不適用       | 不適用       | 不適用       | 0    | 0    | 不詳 | 不詳 |
| 2009/10年度 | 0%           | 0%           | 0%           | 0    | 0    | 不詳 | 不詳 |
| 2010/11年度 | +2.05%       | +1.025%      | +2.05%       | 30   | 70   | 不詳 | 不詳 |
| 2011/12年度 | +2.2%        | +1.417%      | +4.25%       | 0    | 36   | 490  | 112  |
| 2012/13年度 | +5.4%        | +2.413%      | +9.65%       | 4    | 592  | 780  | 496  |
| 2013/14年度 | +2.7%        | +2.47%       | +12.35%      | 0    | 206  | 134  | 538  |
| 2014/15年度 | +3.6%        | +2.658%      | +15.95%      | 0    | 0    | 134  | 538  |
| 2015/16年度 | +4.3%        | +2.893%      | +20.25%      | 0    | 0    | 36   | 510  |
| 2016/17年度 | +2.65%       | +2.863%      | +22.9%       | 0    | 0    | 36   | 510  |
| 2017/18年度 | 0%           | +2.544%      | +22.9%       | 0    | 0    | 36   | 510  |
| 2018/19年度 | +3.14%       | +2.604%      | +26.04%      | 0    | 0    | 36   | 34   |
| 2019/20年度 | +3.3%        | +2.667%      | +29.34%      | 0    | 0    | 36   | 34   |
| 2020/21年度 | 0%           | +2.445%      | +29.34%      | 0    | 0    | 36   | 34   |
| 2021/22年度 | -1.85%       | +2.115%      | +27.49%      | 0    | 0    | 36   | 34   |
| 2022/23年度 | 0%           | +1.964%      | +27.49%      | 0    | 0    | 36   | 34   |
| 2023/24年度 | +2.3%        | +1.986%      | +29.79%      | 0    | 0    | 36   | 34   |
| 2024/25年度 | +3.09%       | +2.055%      | +32.88%      | 0    | 0    | 36   | 2    |

## 外部連結
| - （繁體中文） 八達通付款比買單程票更貴的車程列表 （页面存档备份，存于）（2010） - （繁體中文） 八達通付款比買單程票更貴的車程列表(PDF) （页面存档备份，存于）（2011） - （繁體中文） 單程票車費比八達通低的車程組合 - 港鐵網站（2012） - （繁體中文） 單程票車費比八達通低的車程組合 （页面存档备份，存于） - 港鐵網站（2013） - （繁體中文） 單程票車費比八達通低的車程組合 （页面存档备份，存于） - 港鐵網站（2014） - （繁體中文） 單程票車費比八達通低的車程組合 （页面存档备份，存于） - 港鐵網站（2015） - （繁體中文） 單程票車費比八達通低的車程組合 （页面存档备份，存于） - 港鐵網站（2016） - （繁體中文） 單程票車費比八達通低的車程組合 （页面存档备份，存于） - 港鐵網站（2018） - （繁體中文） 單程票車費比八達通低的車程組合 （页面存档备份，存于） - 港鐵網站（2019） - （繁體中文） 單程票車費比八達通低的車程組合 - 港鐵網站（2021） - （繁體中文） 單程票車費比八達通低的車程組合 （页面存档备份，存于） - 港鐵網站（2023） - （繁體中文） 單程票車費比八達通低的車程組合 （页面存档备份，存于） - 港鐵網站（2024） | - （繁體中文） 立法會交通事務委員會 2010年港鐵票價調整 （页面存档备份，存于） - （繁體中文） 立法會交通事務委員會 2011年港鐵票價調整 （页面存档备份，存于） - （繁體中文） 立法會交通事務委員會 2012年港鐵票價調整 （页面存档备份，存于） - （繁體中文） 立法會交通事務委員會 2013年港鐵票價調整 （页面存档备份，存于） - （繁體中文） 立法會交通事務委員會 2014年港鐵票價調整 （页面存档备份，存于） - （繁體中文） 立法會交通事務委員會 2015年港鐵票價調整 （页面存档备份，存于） - （繁體中文） 立法會交通事務委員會 2016年港鐵票價調整 （页面存档备份，存于） - （繁體中文） 立法會交通事務委員會 2018年港鐵票價調整（页面存档备份，存于） - （繁體中文） 立法會交通事務委員會 2019年港鐵票價調整 （页面存档备份，存于） - （繁體中文） 立法會交通事務委員會 2021年港鐵票價調整 - （繁體中文） 立法會交通事務委員會 2023年港鐵票價調整 （页面存档备份，存于） - （繁體中文） 立法會交通事務委員會 2024年港鐵票價調整 （页面存档备份，存于） |